# سامح شكري
سامح حسن شكري (مواليد 20 أكتوبر 1952) هو دبلوماسي مصري، شغل منصب وزير الخارجية من عام 2014 إلى عام 2024 في حكومة إبراهيم محلب (أول حكومة في عهد عبد الفتاح السيسي عقب أحداث 30 يونيو). شغل سابقا منصب سفير مصر لدى الولايات المتحدة من عام 2008 إلى عام 2012. يحمل «الليسانس في القانون» من جامعة عين شمس.

## حياته المهنية
- التحق بالسلك الدبلوماسي في عام 1976، حيث شغل منصب السفير في سفارتي مصر ولندن وبوينس آيرس، و“البعثة الدائمة لمصر” في نيويورك.
- عمل مندوبا لمصر في مقر الأمم المتحدة في جنيف (2005-2008)، ومدير مكتب وزير الشؤون الخارجية أحمد أبو الغيط (2005-2004)،
- سفير مصر في النمسا والممثل الدائم لمصر لدى المنظمات الدولية في فيينا (1999-2003).
- وزير خارجية جمهورية مصر العربية 2014.
- ممثل رئيس الدولة في اجتماعات قمة الأمن النووي في لاهاي
- ممثل رئيس الدولة في اجتماعات قمة الأمن النووي في سول 2012
- سفير جمهورية مصر العربية في واشنطن، الولايات المتحدة الأمريكية 2008 -2012.
- مندوب مصر الدائم لدى الأمم المتحدة والمنظمات الدولية في جنيف 2005 -2008.
- رئيس وفد اللجنة التحضيرية الثانية لمؤتمر مراجعة معاهدة منع الانتشار النووي 2007
- رئيس مجموعة الـ 21 لمؤتمر نزع السلاح
- منسق تحالف الأجندة الجديدة لمؤتمر نزع السلاح 2006
- مساعد وزير الخارجية، مدير مكتب وزير الخارجية 2004 -2005.
- مساعد وزير الخارجية، مدير إدارة المراسم، وزارة الخارجية 2003 -2004.
- سفير جمهورية مصر العربية في فيينا، النمسا 1999 -2003.
- المندوب الدائم لجمهورية مصر العربية في المنظمات الدولية في فيينا.
- ممثل مصر في مجلس المحافظين في الوكالة الدولية للطاقة الذرية.
- رئيس مجموعة الـ 77 والصين في المنظمات الدولية في فيينا 2001 -2002
- مندوب مصر الدائم لدي منظمة الحظر الشامل للتجارب النووية 1999 -2003
- رئيس فريق المفاوضات الخاص بمعاهدة مكافحة الجريمة المنظمة العابرة للحدود، فيينا 2000
- سكرتير رئيس الجمهورية للمعلومات والمتابعة 1995- 1999 .
- عضو الوفد المصري لمؤتمر مراجعة وتمديد معاهدة منع الانتشار النووي 1995.
- مدير شئون الولايات المتحدة وكندا، وزارة الخارجية 1994 -1995.
- مستشار، الوفد المصري الدائم لدي الأمم المتحدة، نيويورك 1990 -1994.
- مستشار، مكتب نائب رئيس الوزراء ووزير الخارجية 1988 -1990.
- سكرتير أول، سفارة جمهورية مصر العربية في بيونس آيرس، الأرجنتين 1984 -1988.
- سكرتير ثان، مكتب نائب رئيس الوزراء ووزير الخارجية 1982 -1984.
- سكرتير ثالث، سفارة جمهورية مصر العربية في لندن، المملكة المتحدة 1978 -1982.
- ملحق دبلوماسي، وزارة الخارجية 1976 -1978.

## مواقفه الدبلوماسية
في مارس 2011، سربت برقيات دبلوماسية أمريكية صادرة عن “بعثة الولايات المتحدة” لدى الأمم المتحدة في جنيف، سويسرا، والتي أعربت عن القلق من صلابة السفير المصري سامح شكري وهجومه الذي كثيرا ما يخرج عن الخط السياسي للنظام المصري.
طبقاً للصحيفة الصادرة في 2 يوليه 2008 كانت التحفظات على شكري بوضوح في عمله حقوق الإنسان مجلس الأمم المتحدة، وأن الوفد المصري واحد من الوفود الأكثر صعوبة في التعامل، حيث حشد الدعم للمواقف التي لا تدعمها الولايات المتحدة. ومثال على تصرفات شكري ما قالهُ وسردهُ أثناء تدخله في آذار/مارس 2008 في جلسة “مجلس حقوق الإنسان” التي شدد على أن هناك مقاومة فلسطينية وعليها القتال أمام الأجانب المحتلين لأراضيها، وأن ما تفعله المقاومة هو الدفاع مشروع عن النفس، وأن مثل هذا التدخل كان أثناء مشاركة الحكومة المصرية في جهود السلام في الشرق الأوسط “ولكن”، تجاهل شكري فإنه لم يُشِر إليه في خطابه.
فاجأ شكري تدخل دبلوماسيين أميركيين في جنيف، لأنه جاء قبل أيام بعد بيان من وزير الخارجية المصري أن الفصائل الفلسطينية عليها التحلّي بضبط النفس وتجنب إلحاق الضرر بعملية السلام. البرقية موجهة إلى موقف الوفد المصري الرافض لإعطاء وزن أكبر للمنظمات غير الحكومية في العمل، ويقول شكري عمدا أنه لن يقوم بالتصويت في الجلسات التي ستخصص لهذا الغرض، ولكن مساعديه قد عملت بنشاط لحشد التأييد للنهج الذي يتبعه الوفد المصري. كالبرق يشكو من تدخلات الوقاحة للوفد المصري، ليس فقط حق المنظمات غير الحكومية، ولكن أيضا حق الرئيس للمجلس الكندري لويز أربور.
الوفد المصري (رئاسة شكري) وقد أدى-حسب البرقية-حملة ضد المشروع المقدم من المنظمات غير الحكومية التي تربط الإسلام بانتهاك حقوق الإنسان في قضايا مثل القتل من أجل الشرف، وتشويه الأعضاء التناسلية للإناث ويقصد ختان النساء، وأعلن أن الإسلام لا يأمر بتشويه أو ختان وليس الختان واجباً، وانما الضغط تجاه التشريع لا انتقاد الإسلام أو أي دين آخر في المجلس، نظراً لأنها سوف تشعل المشاكل المرتبطة بحقوق الإنسان.

## معرض صور

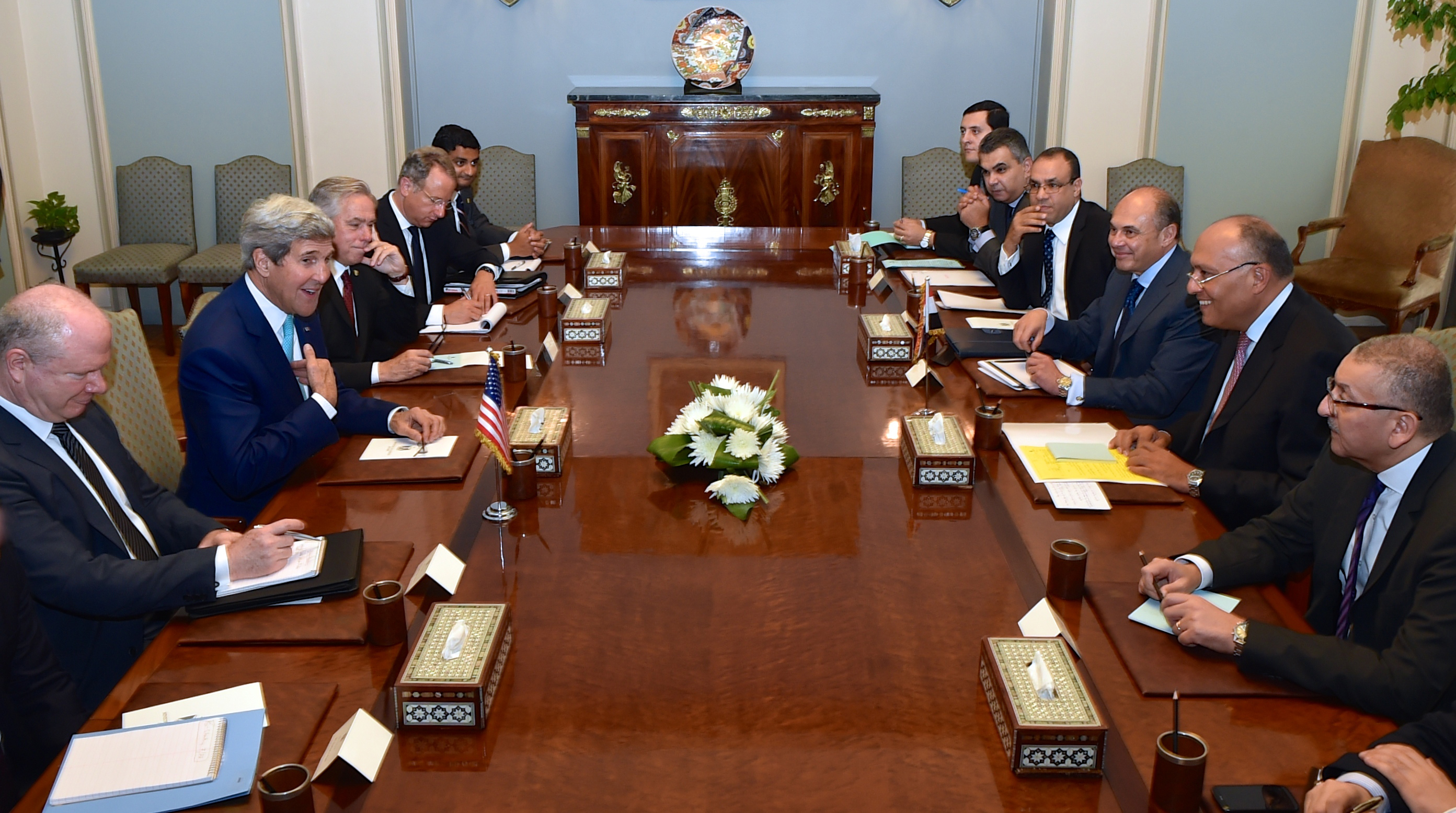
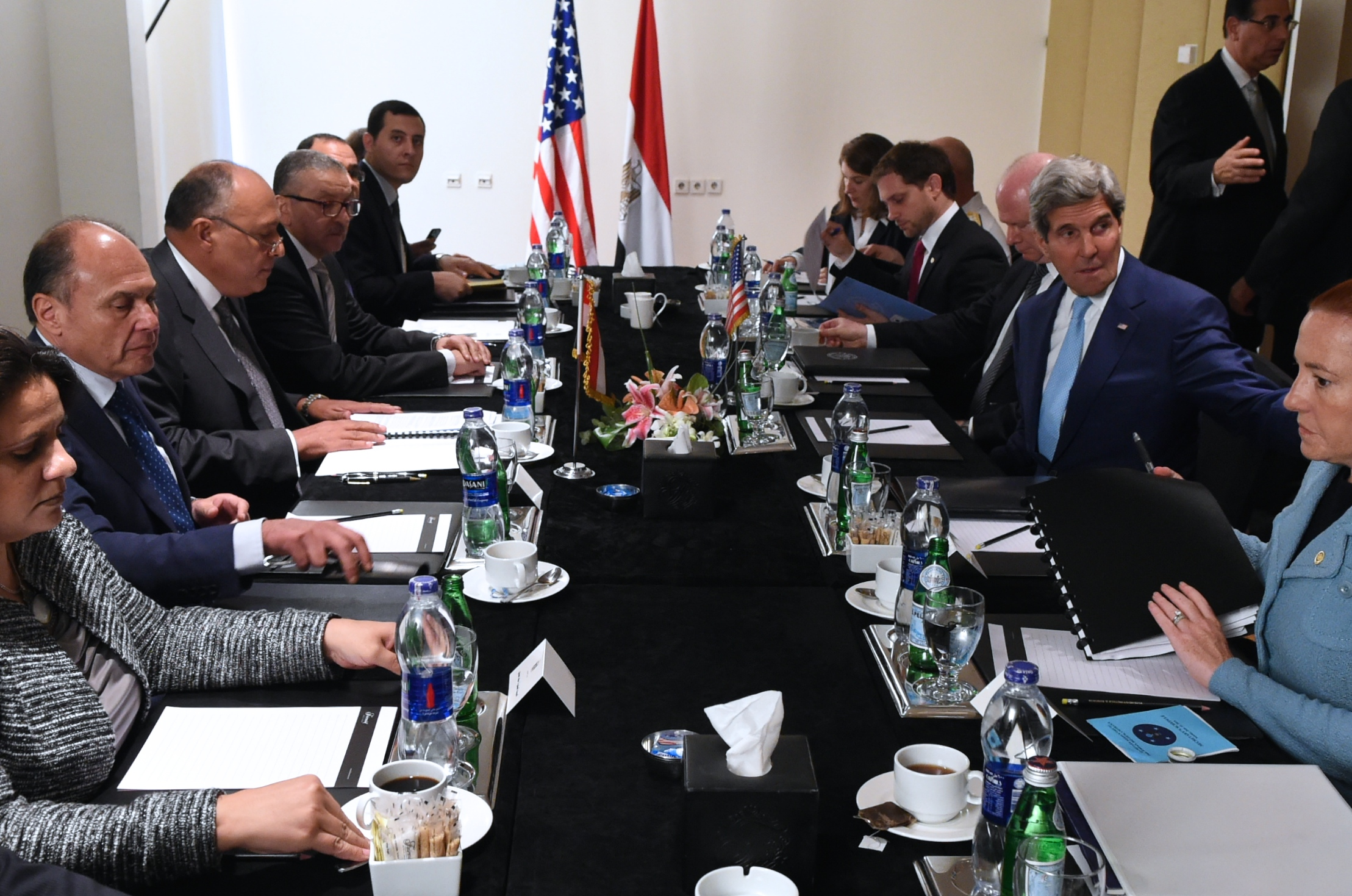
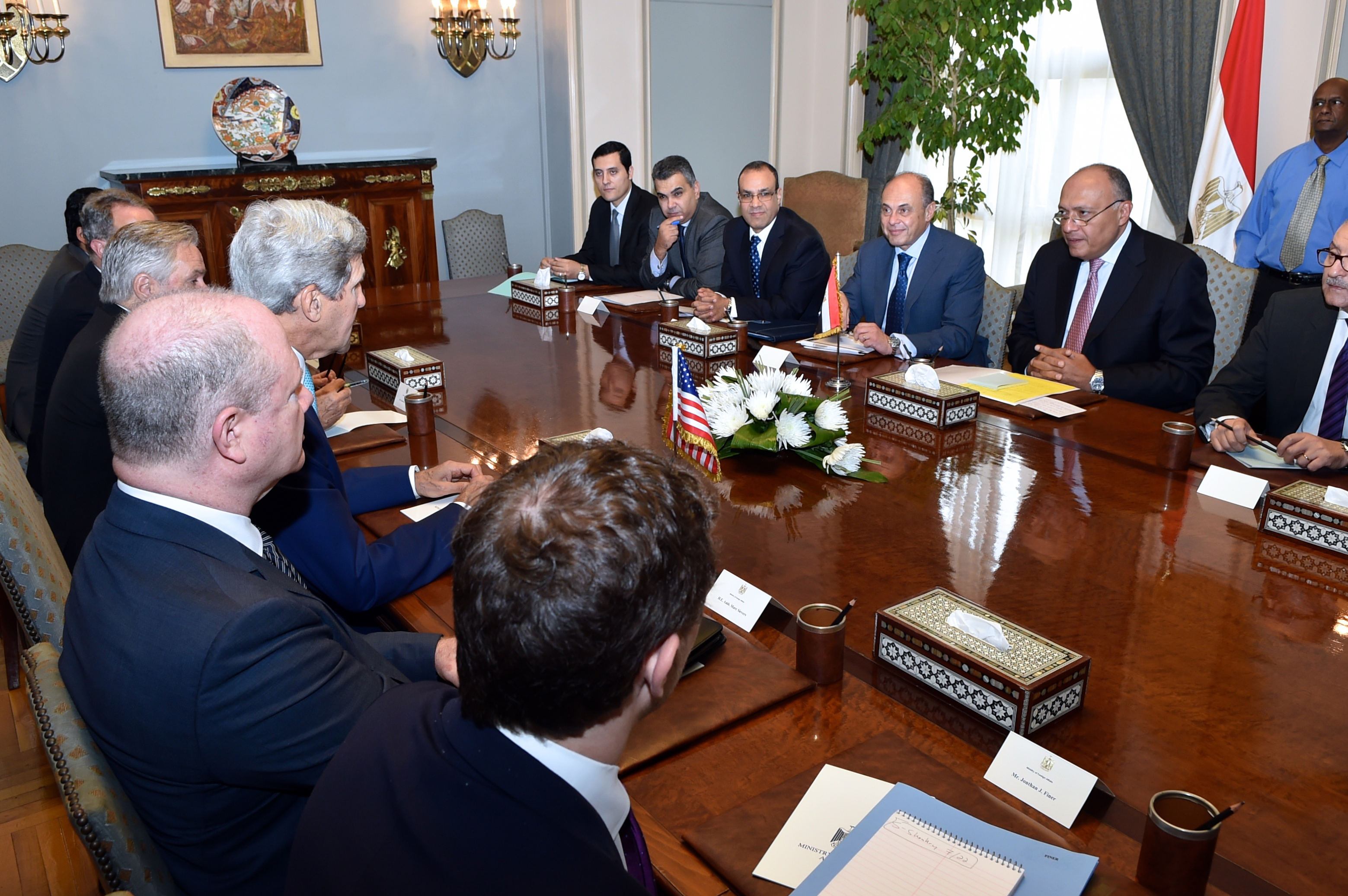
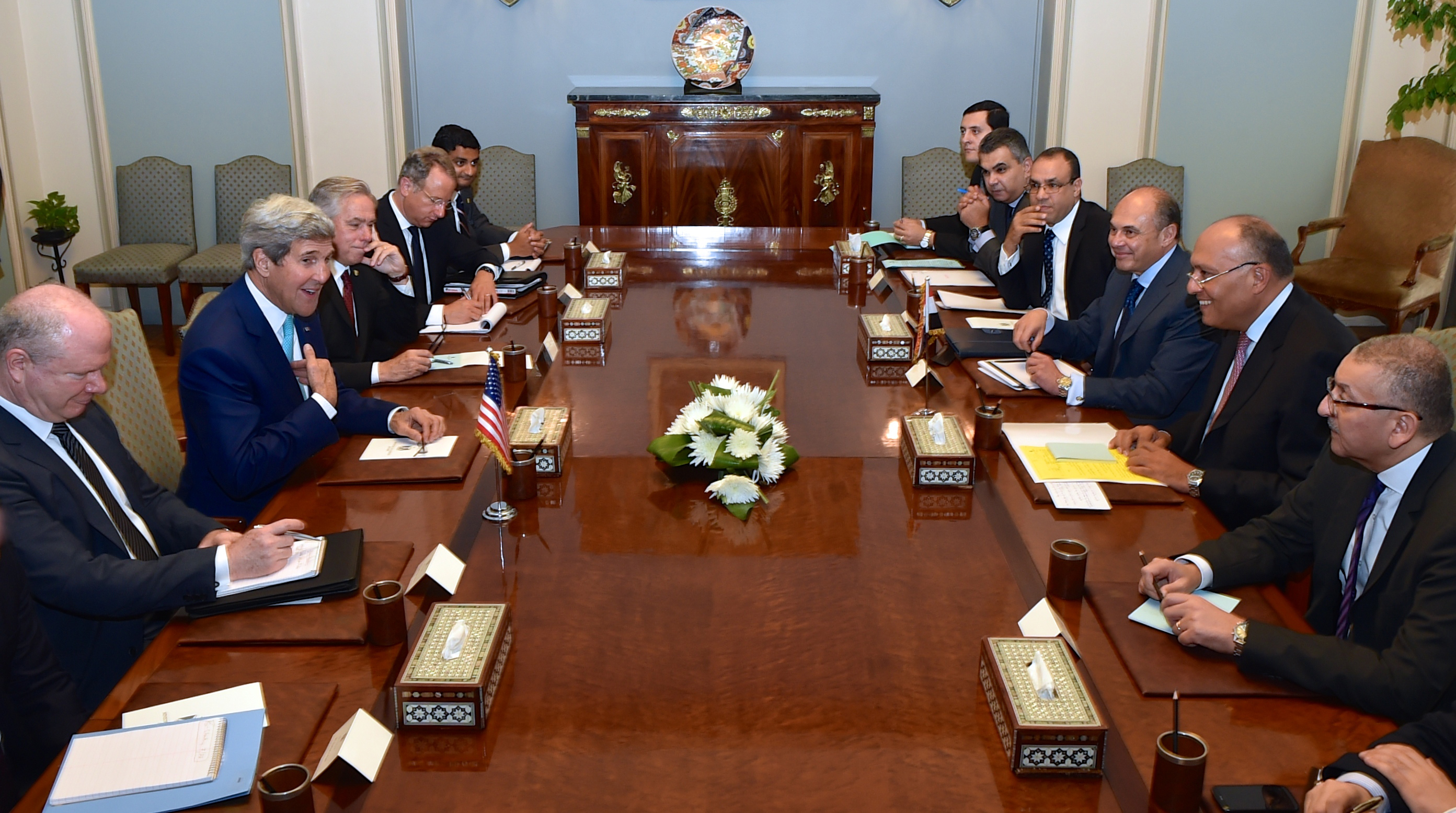
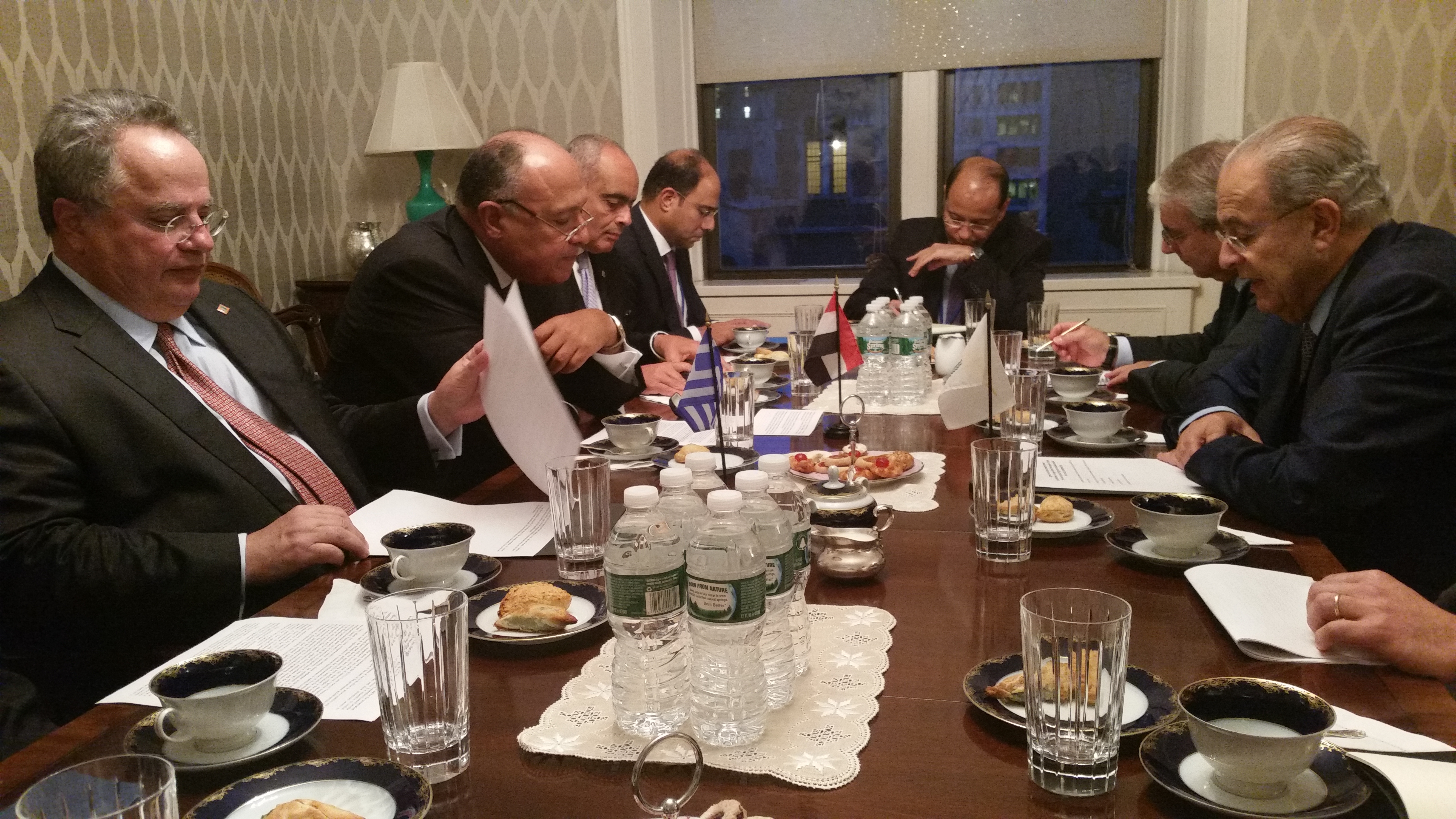
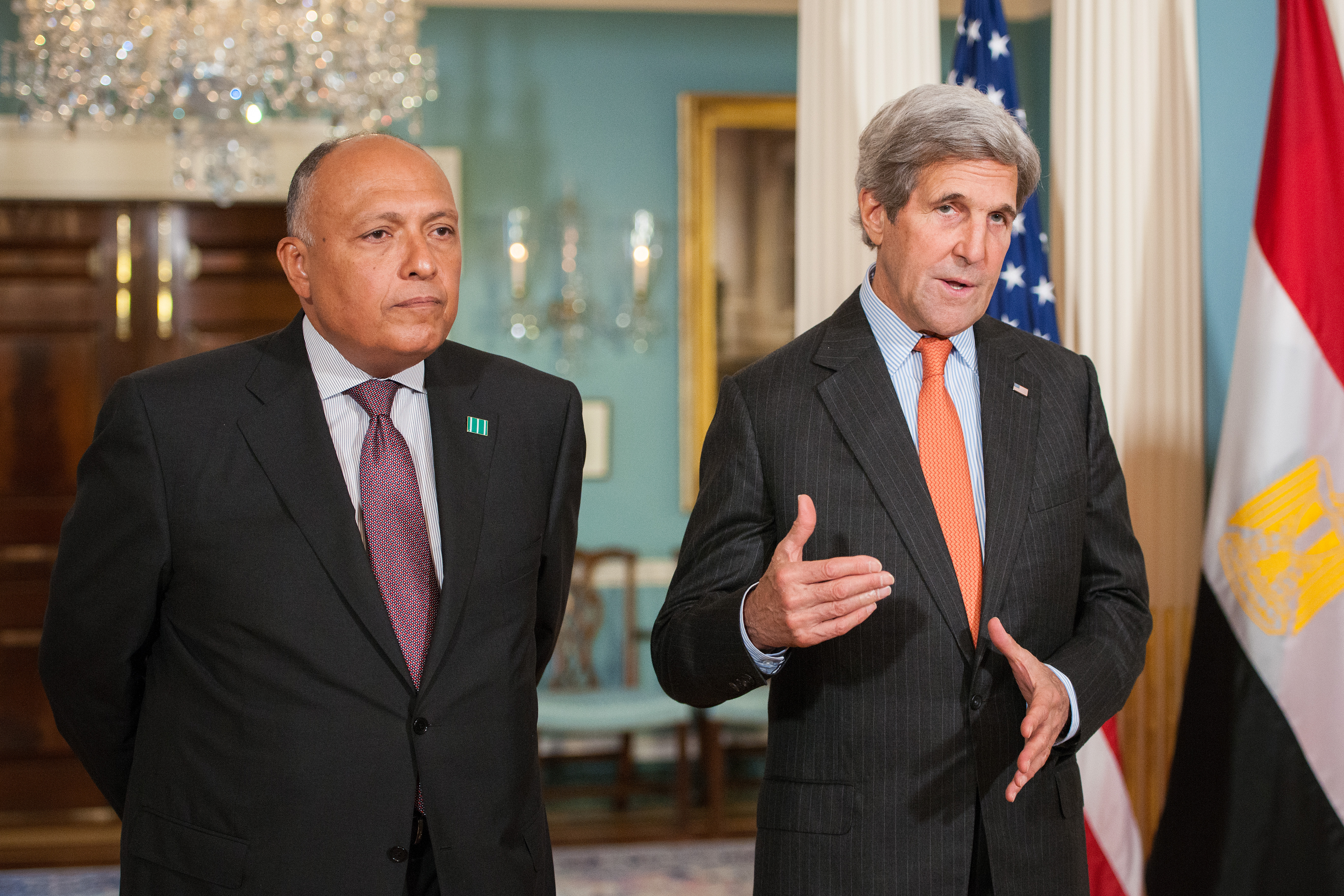
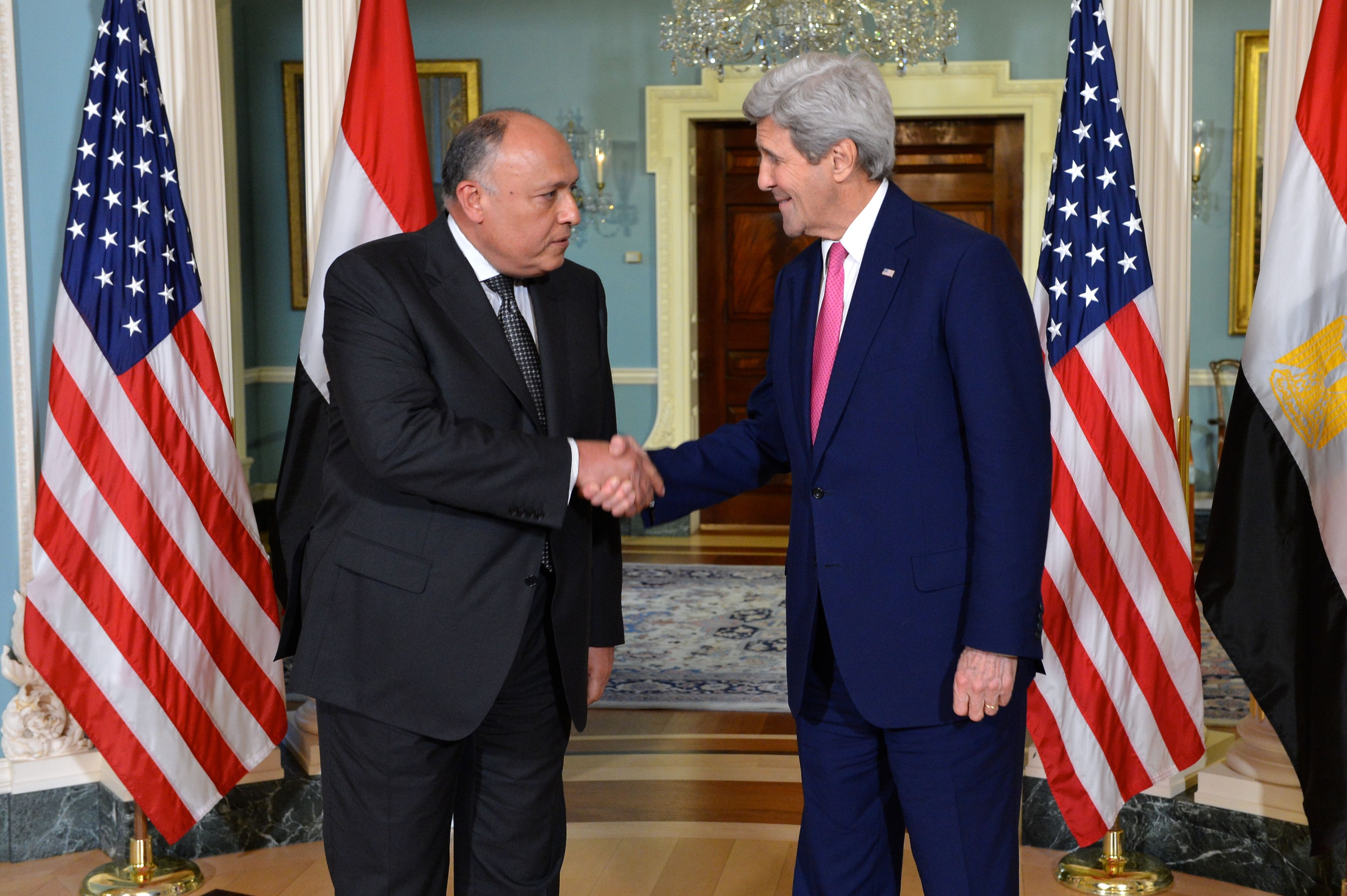
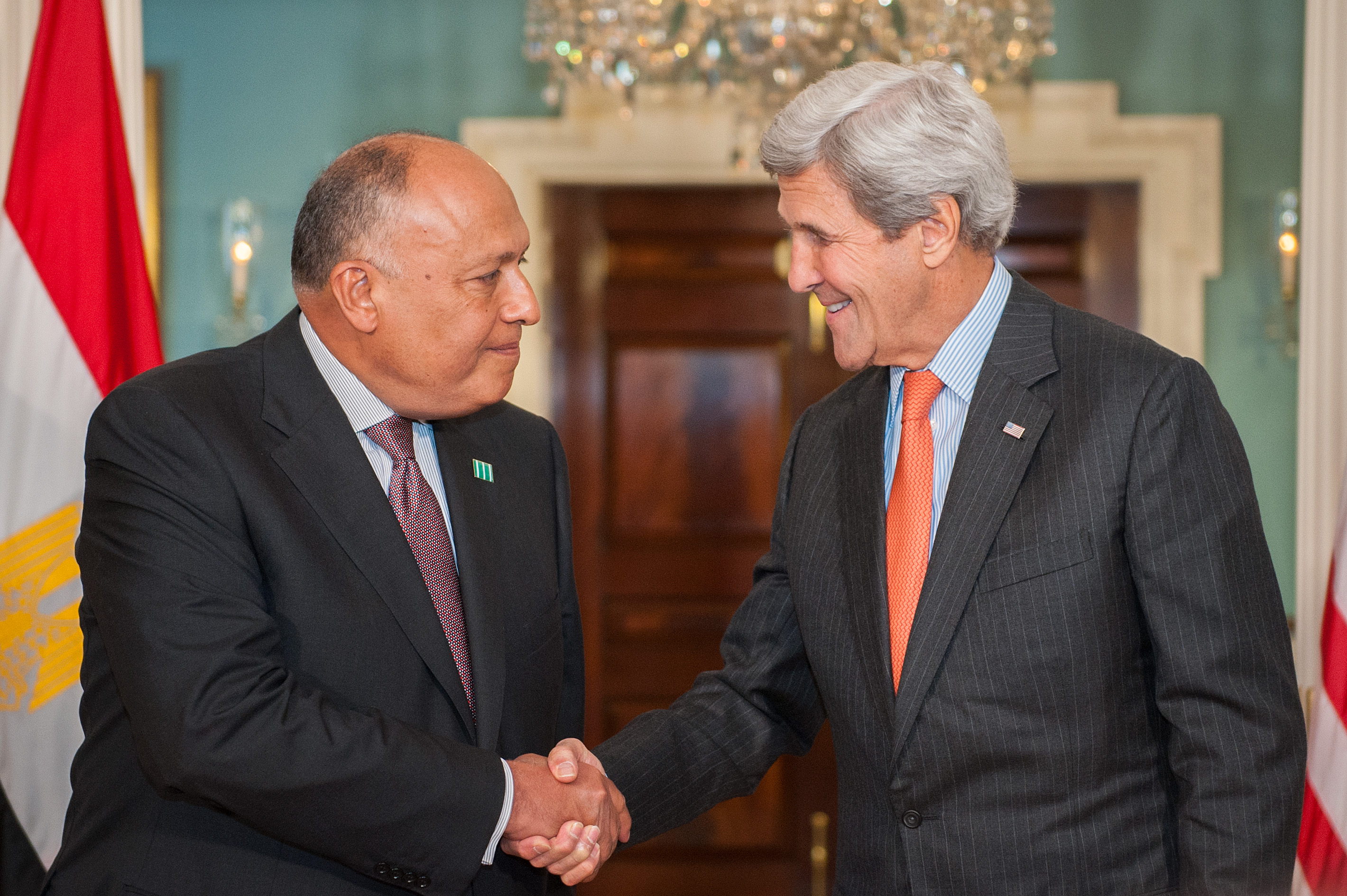
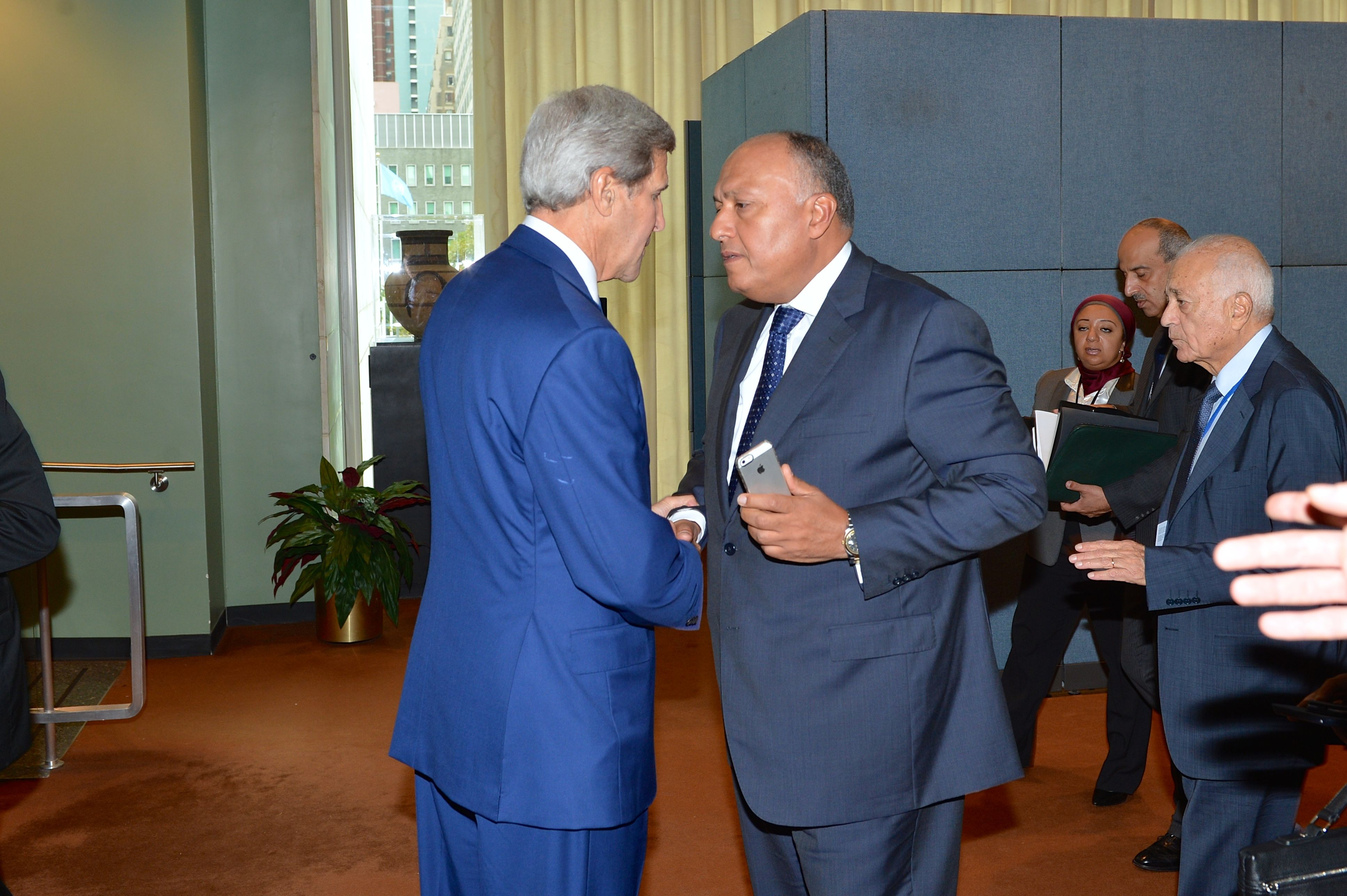
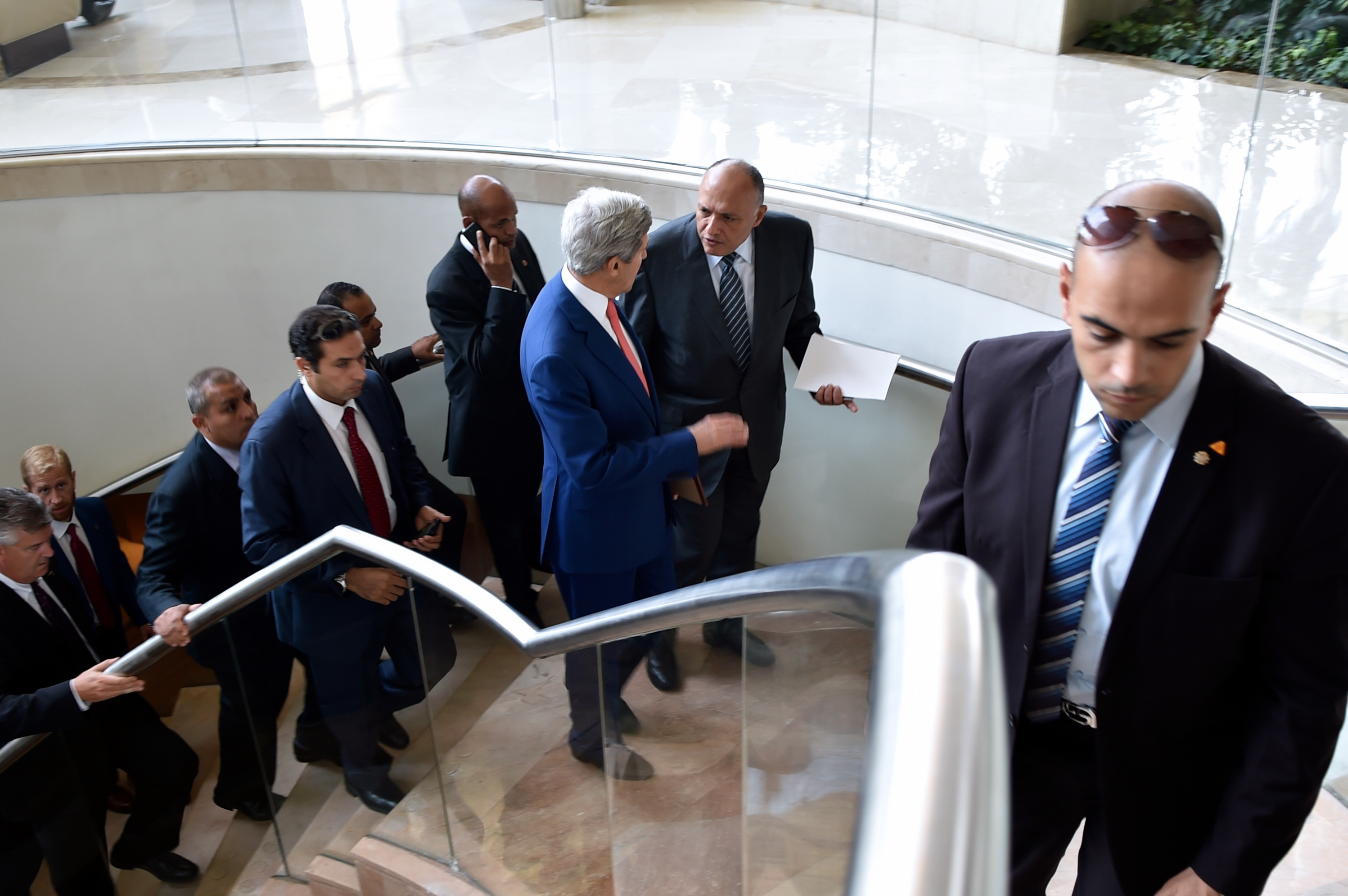
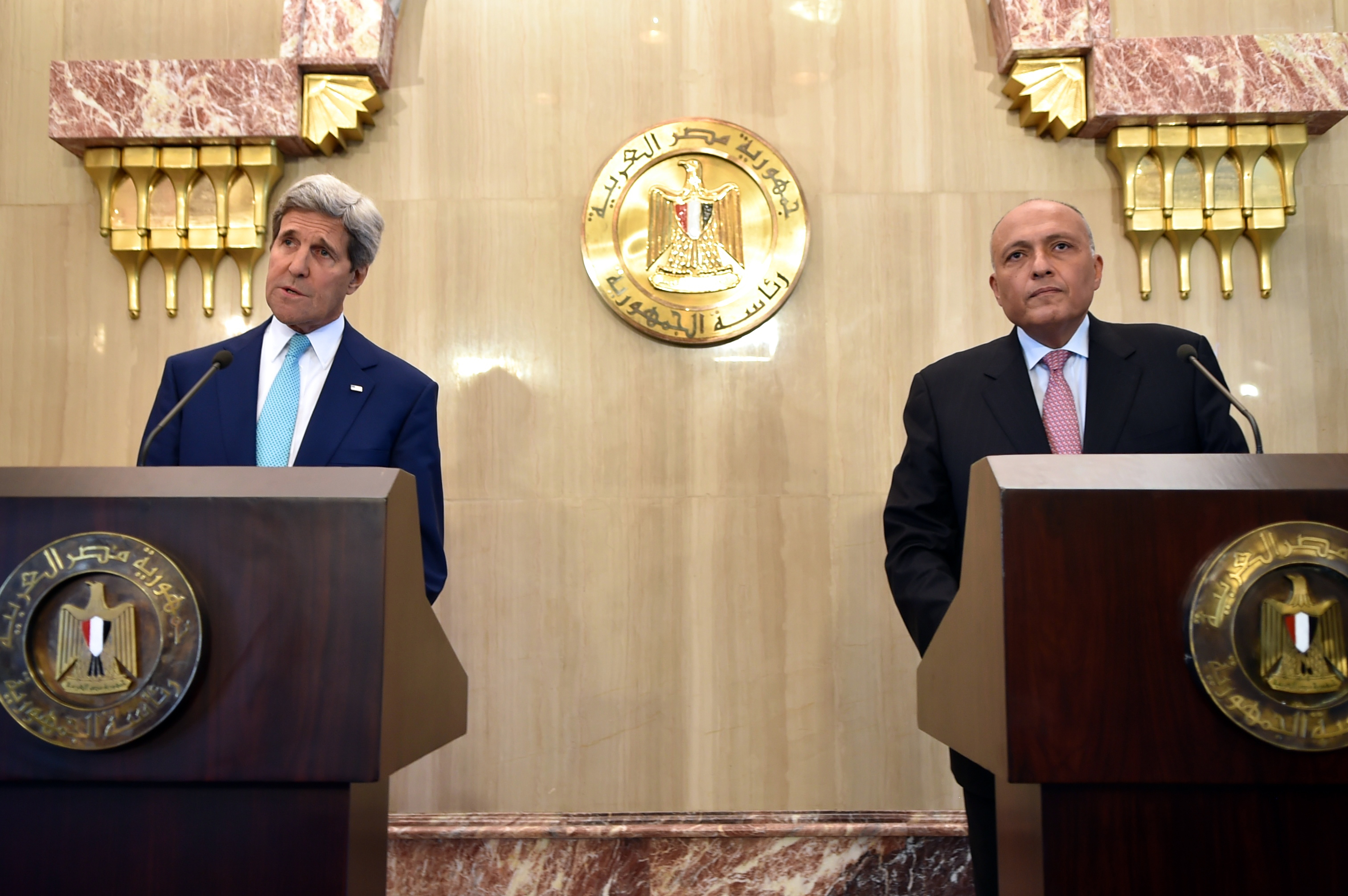
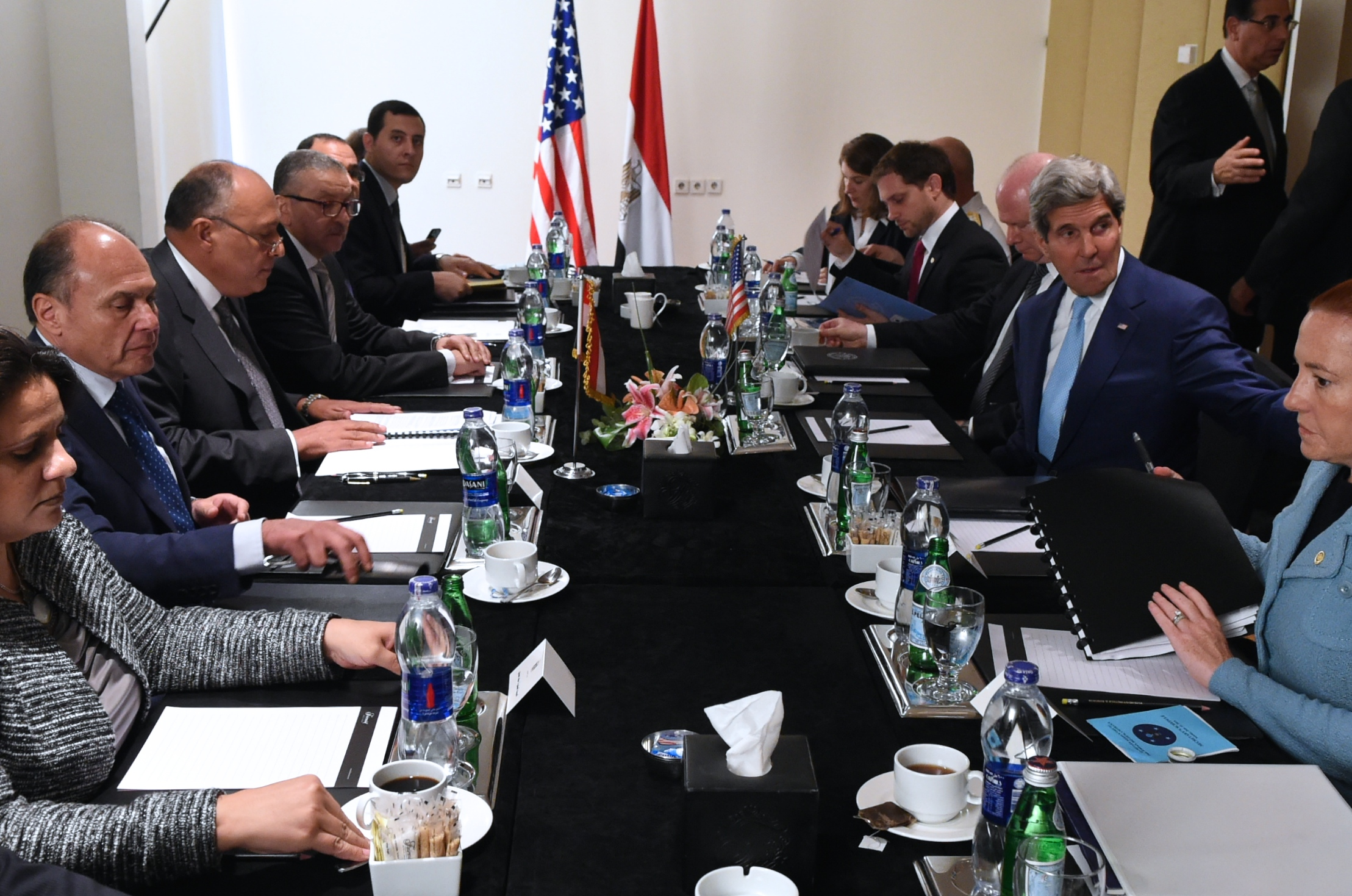
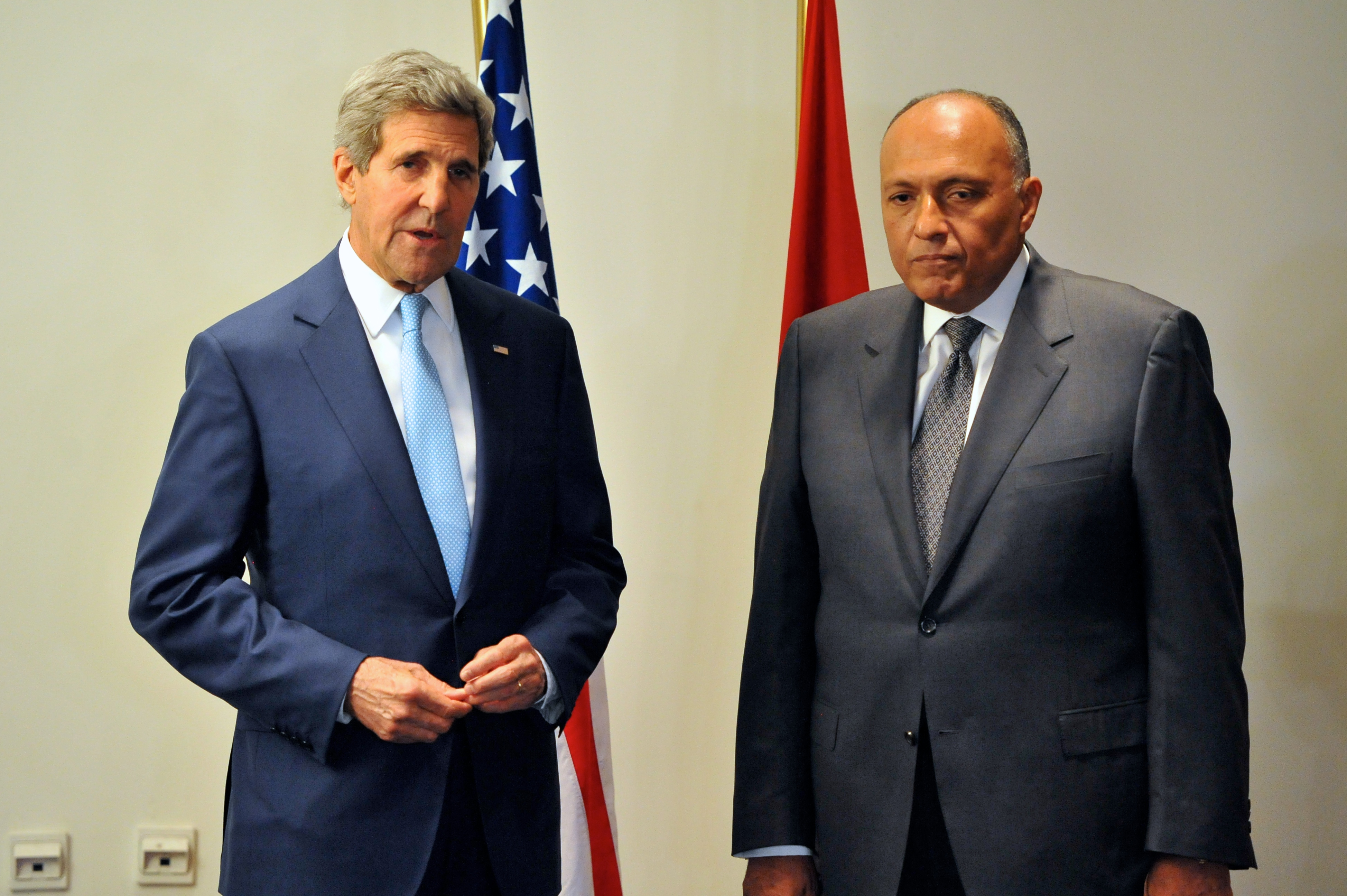
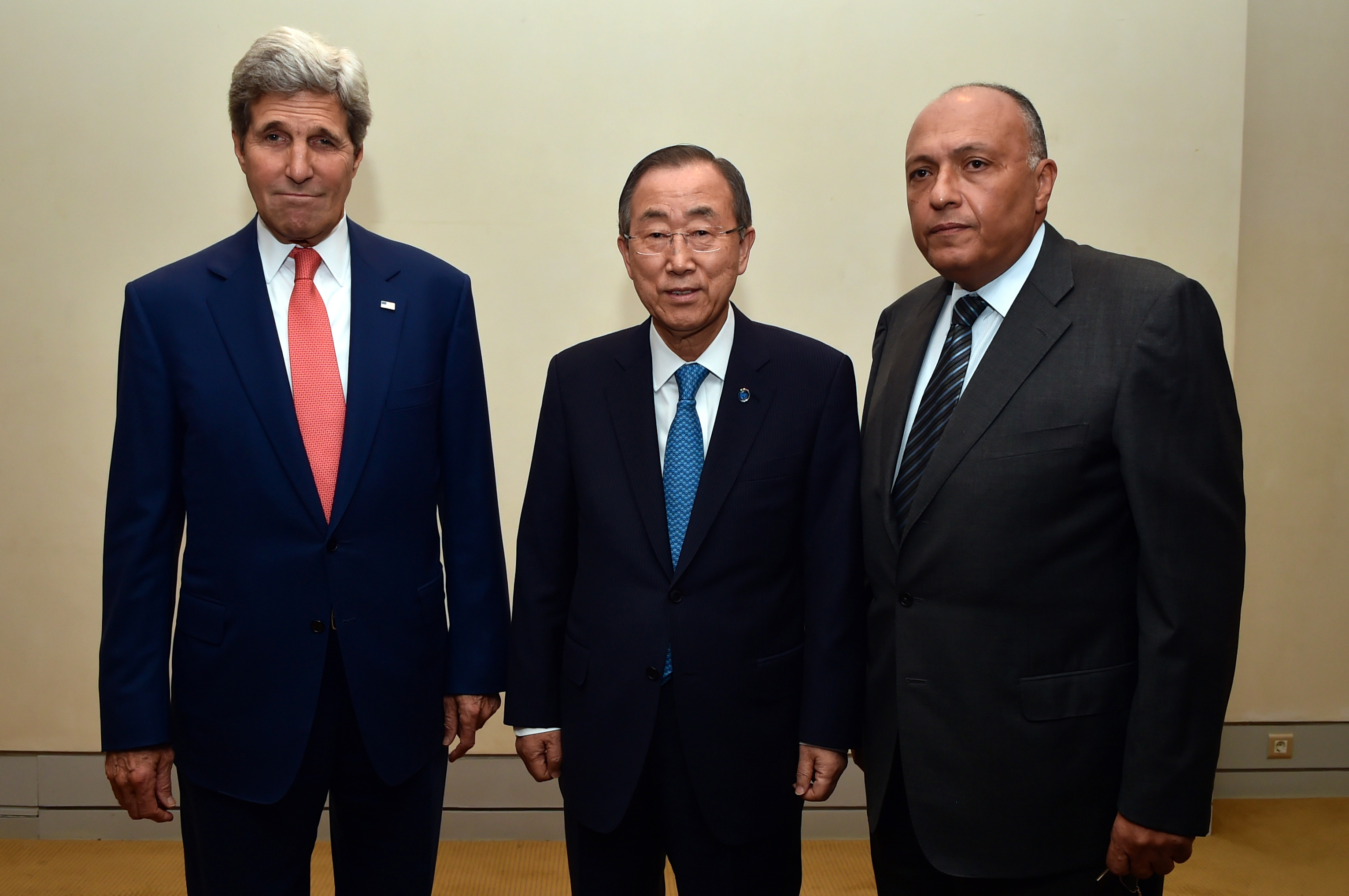
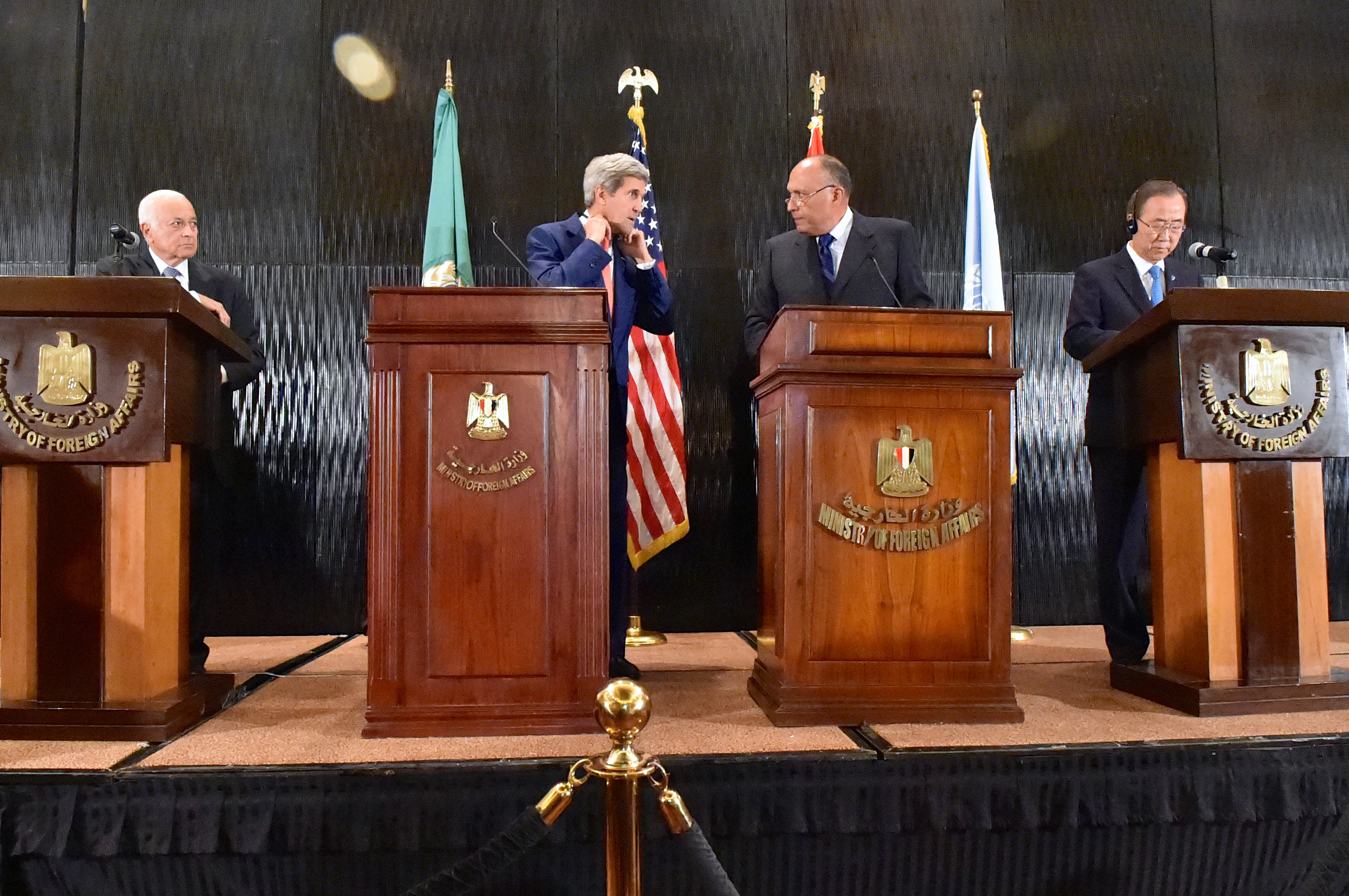
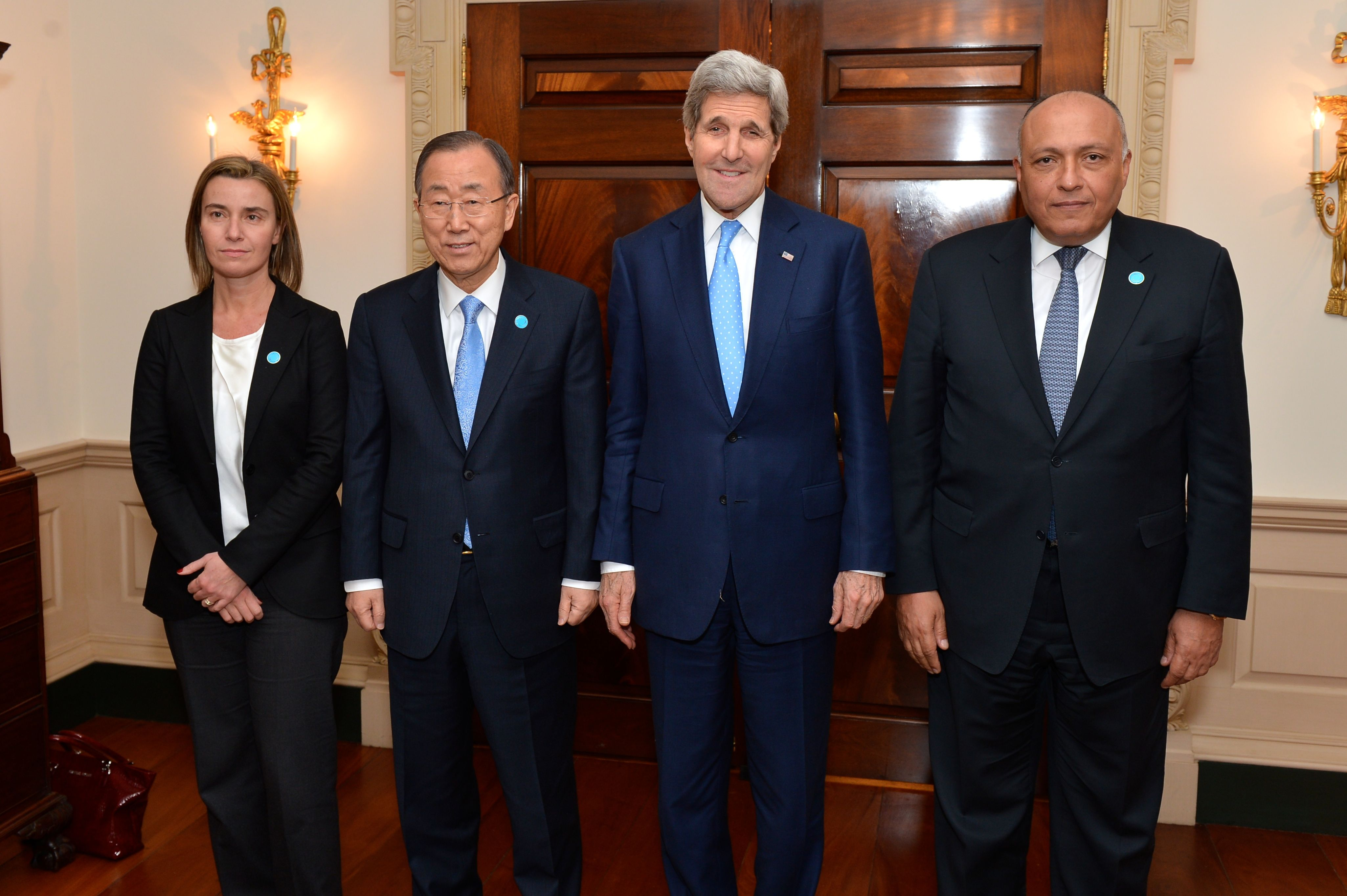
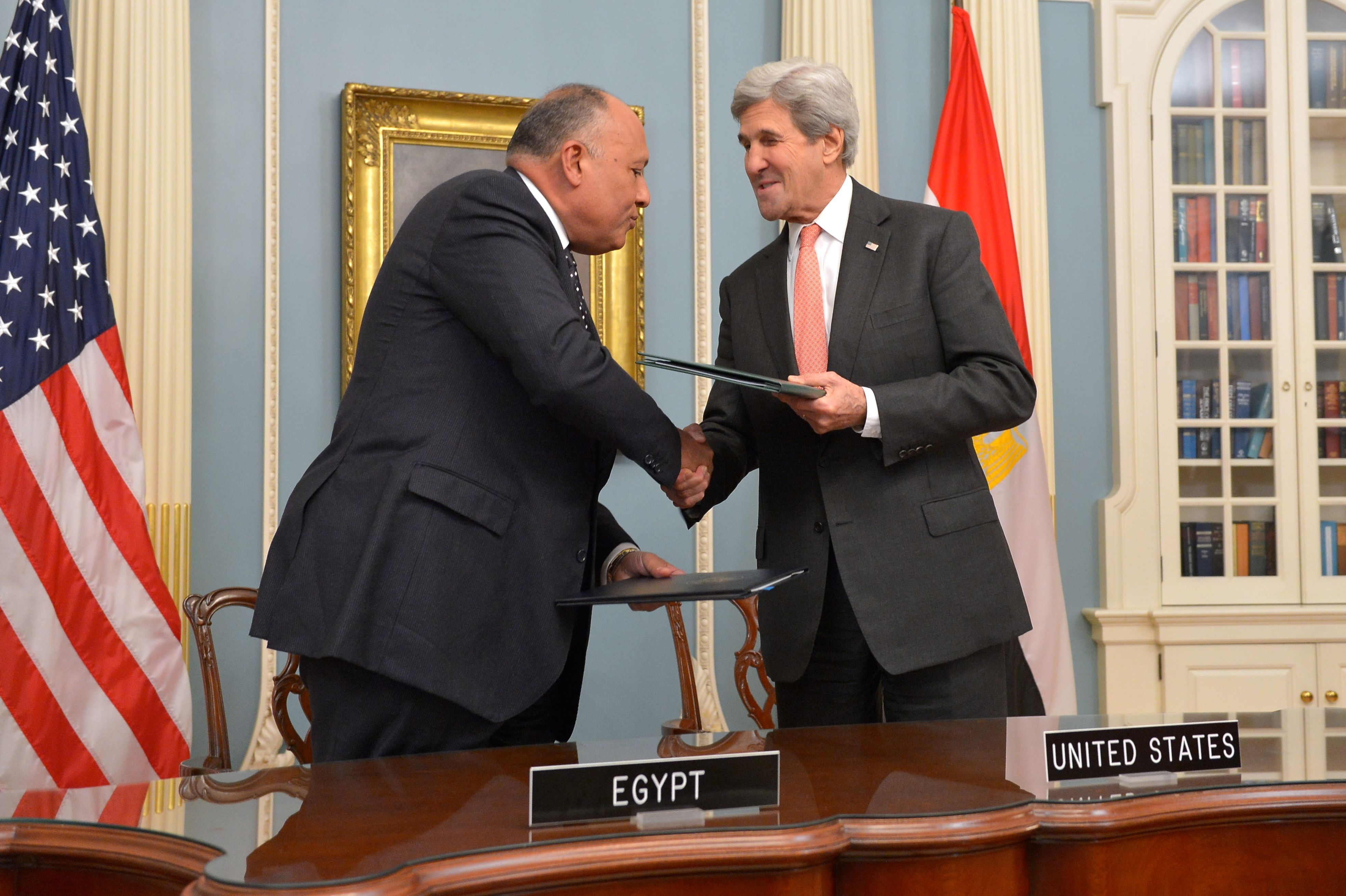
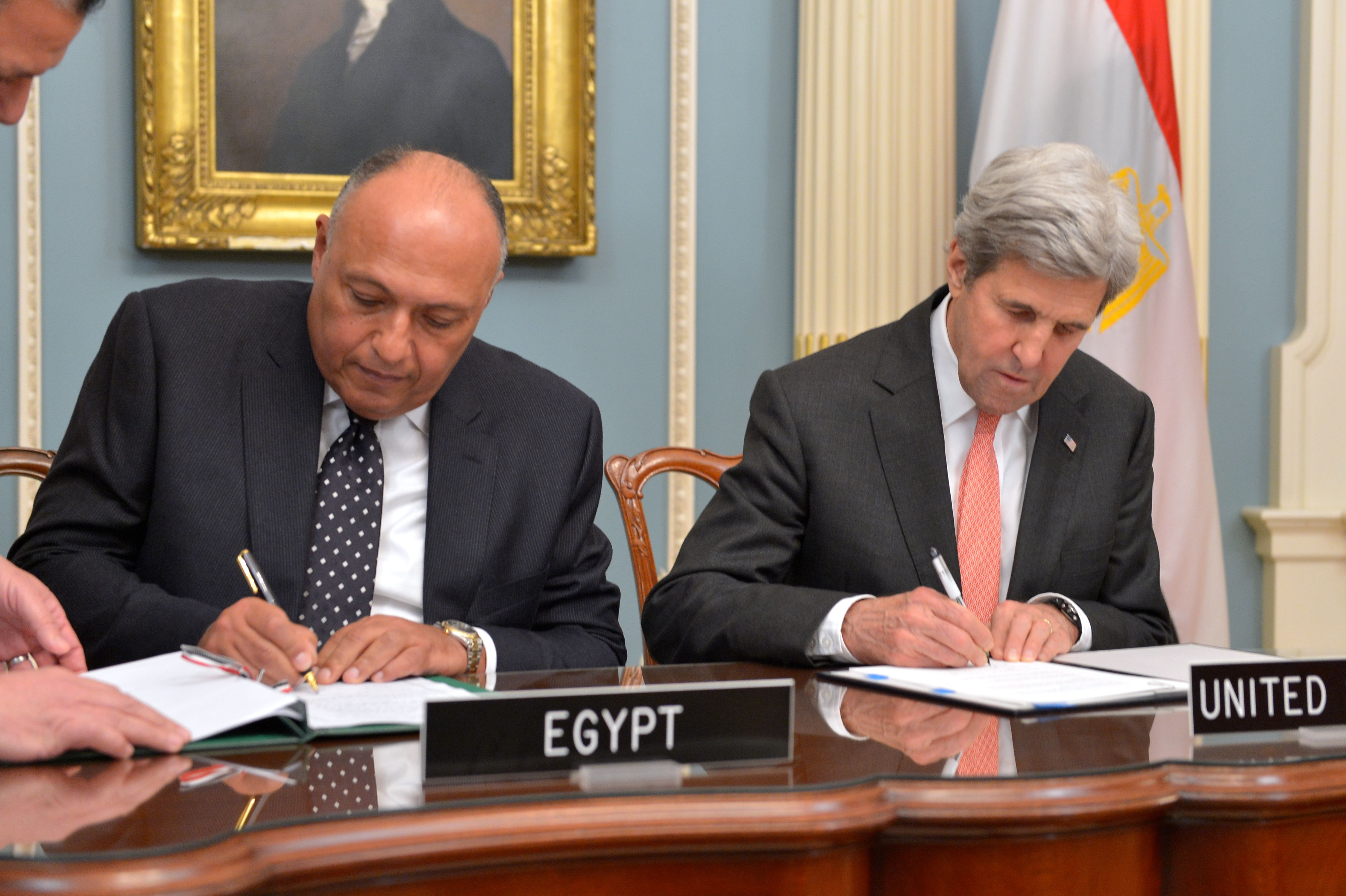
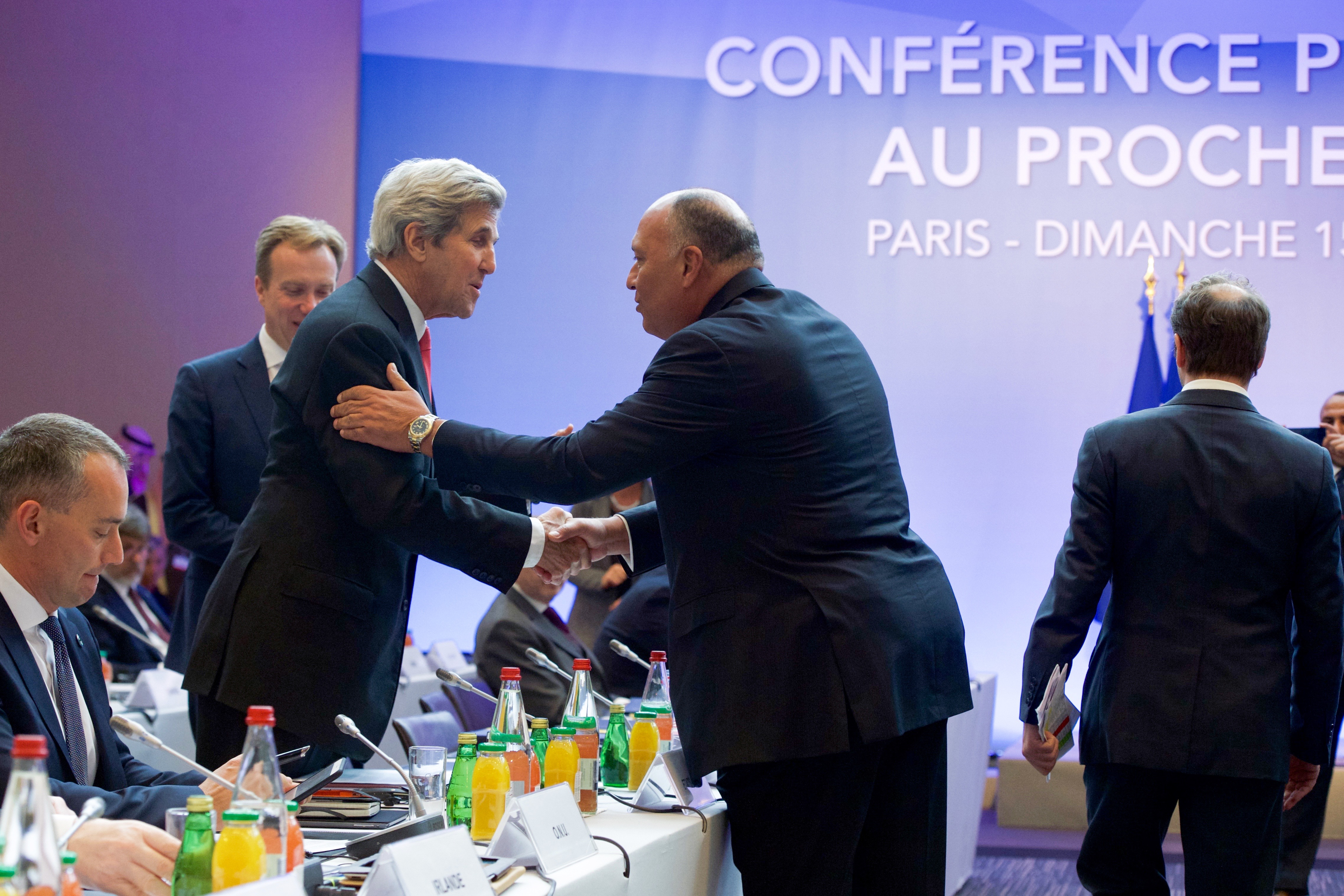
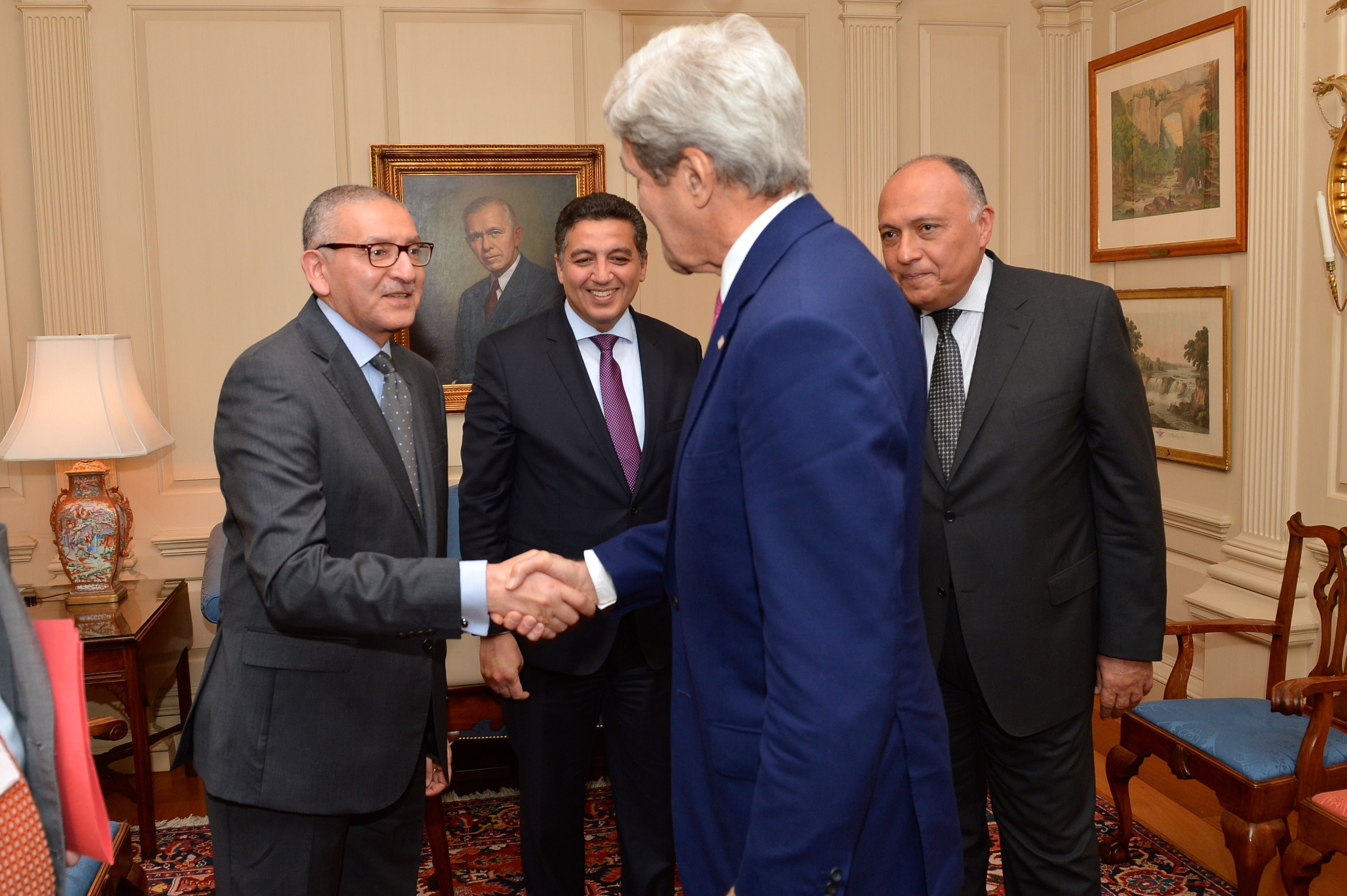
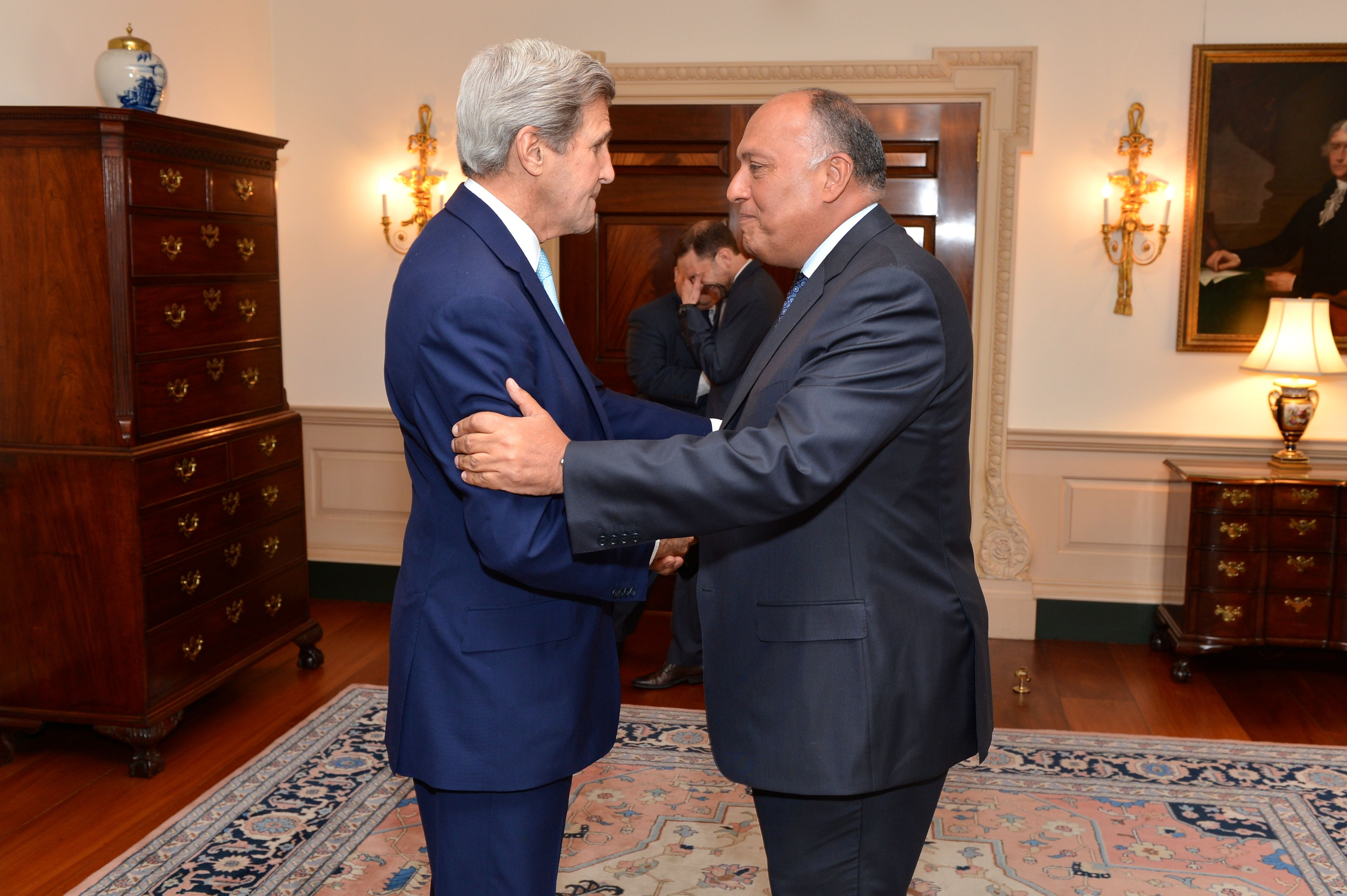
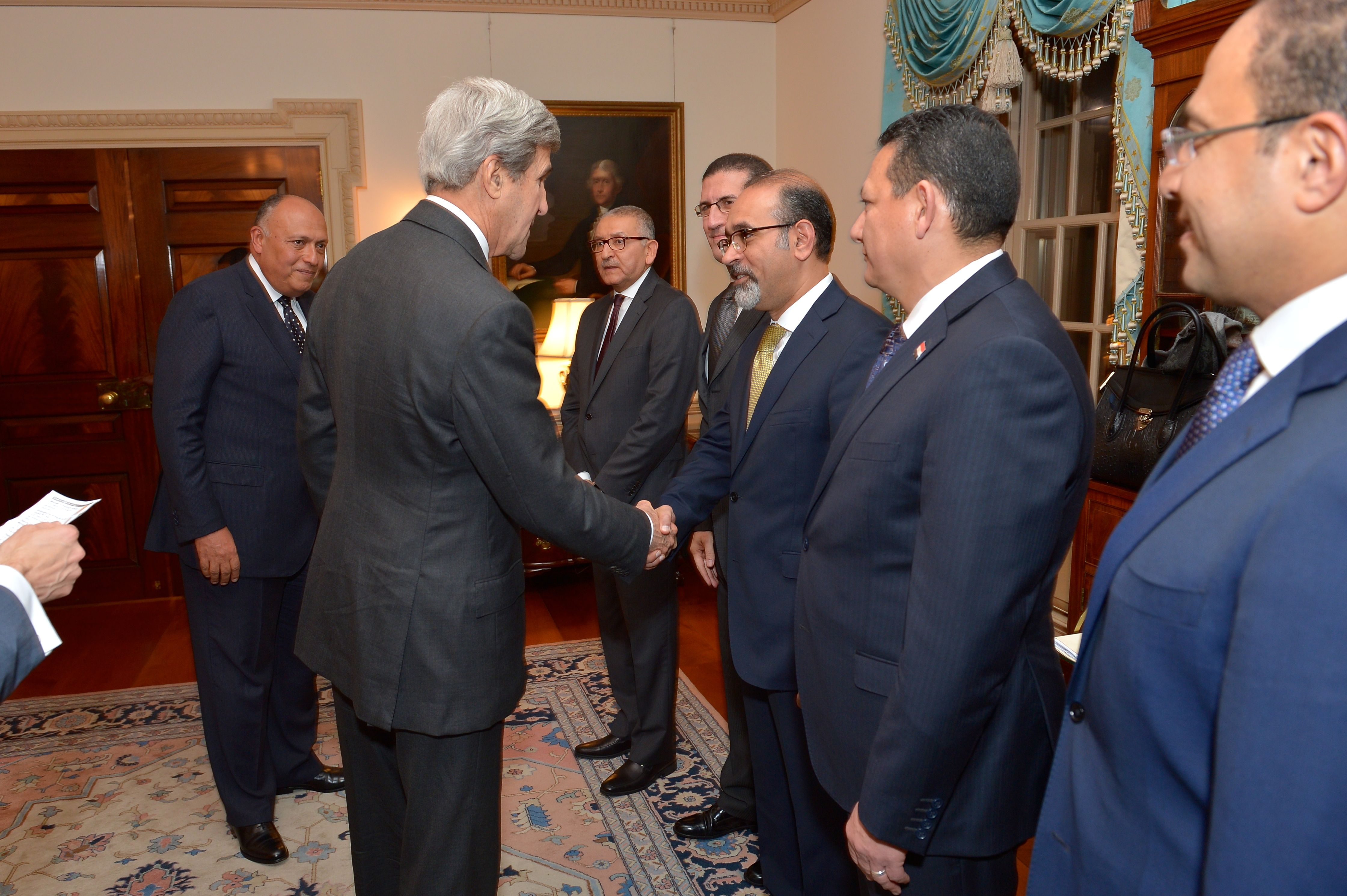
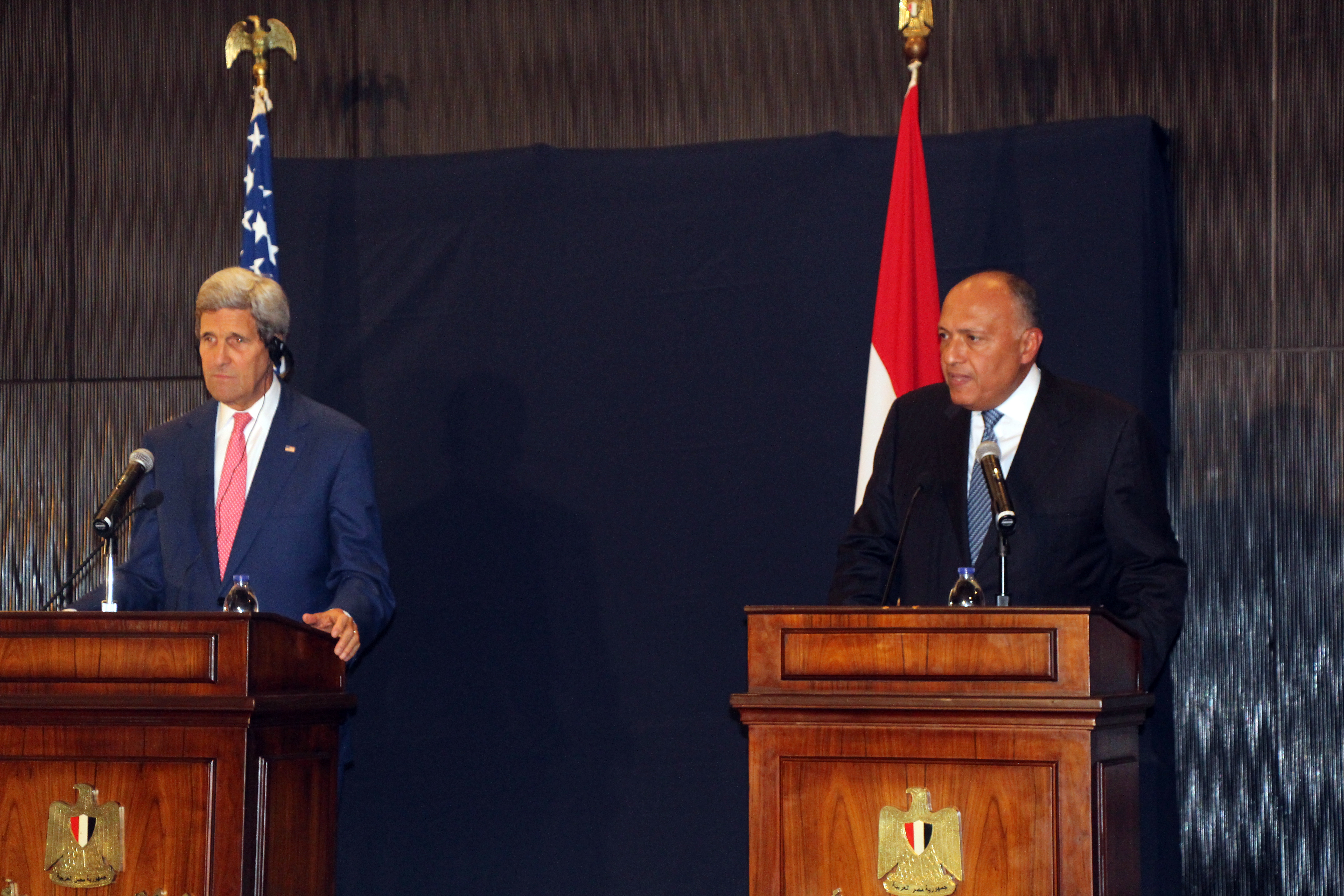
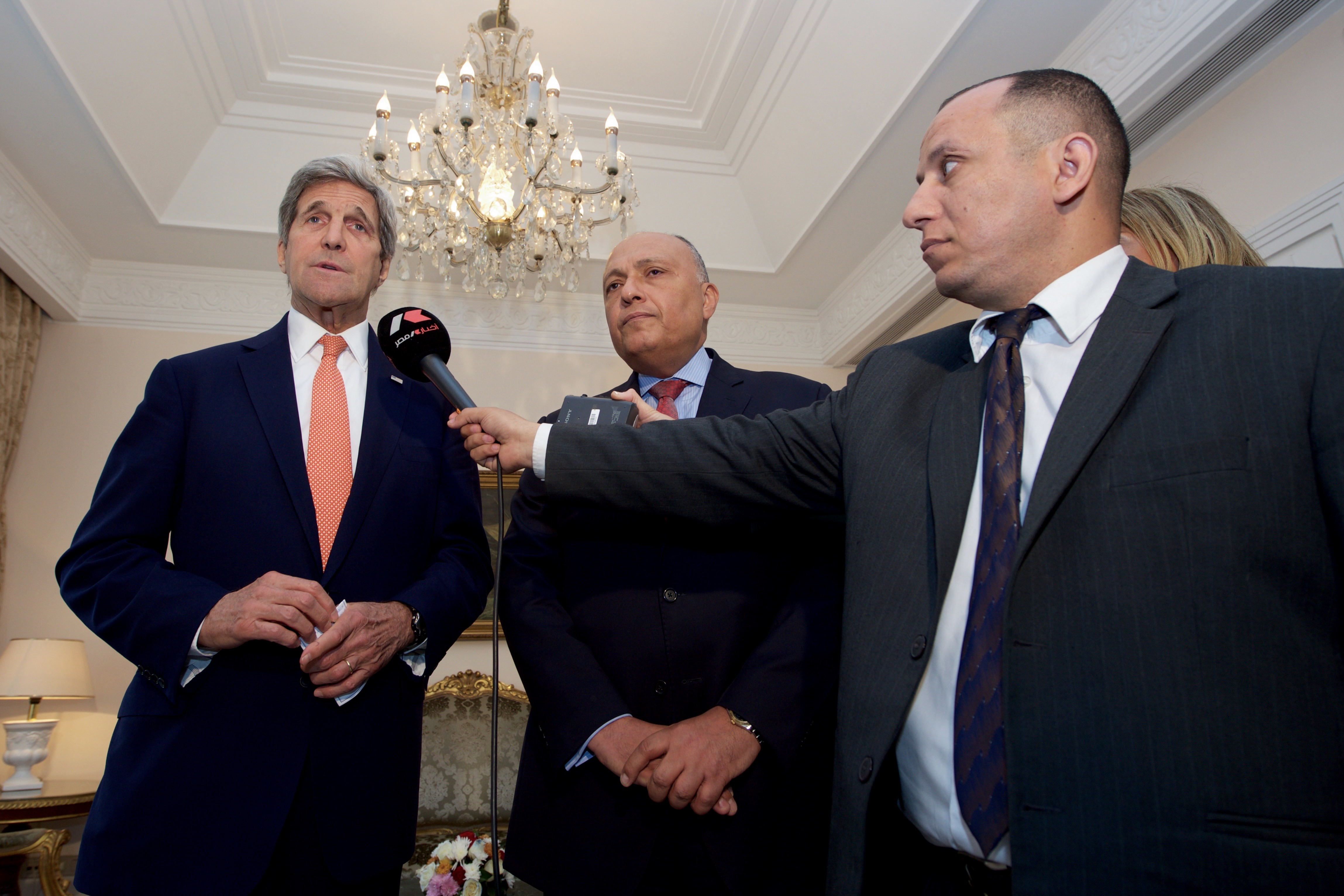
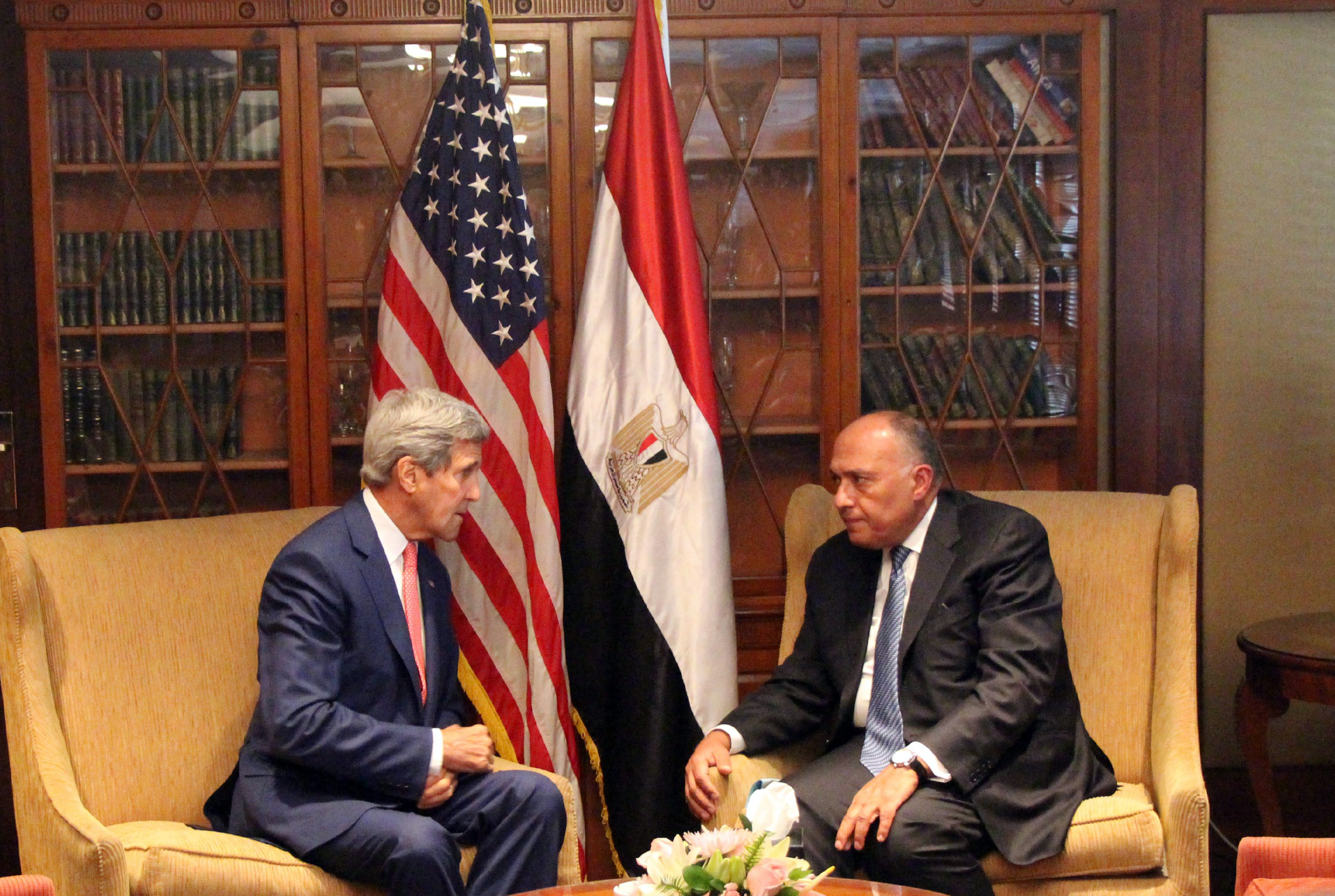
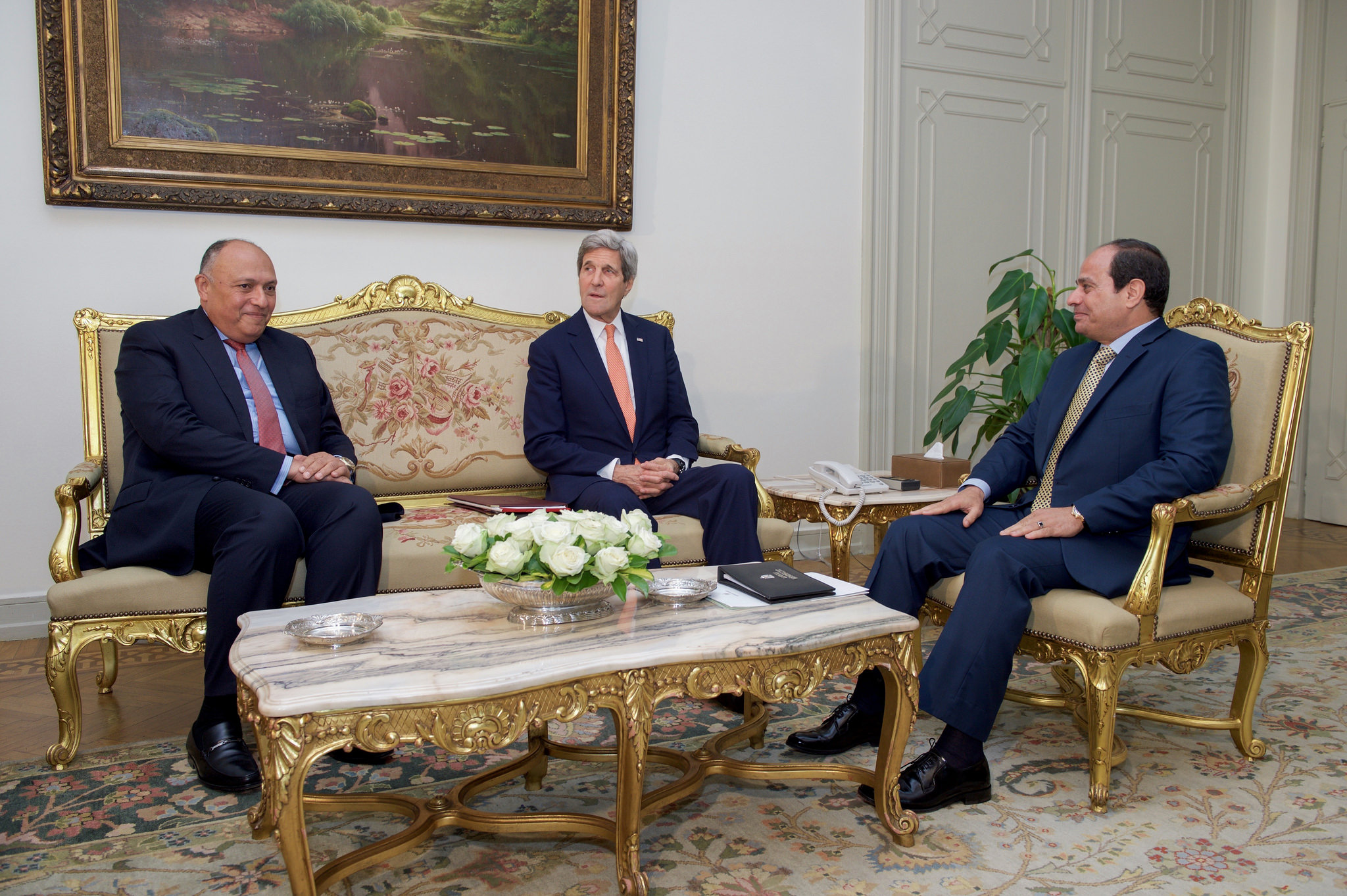
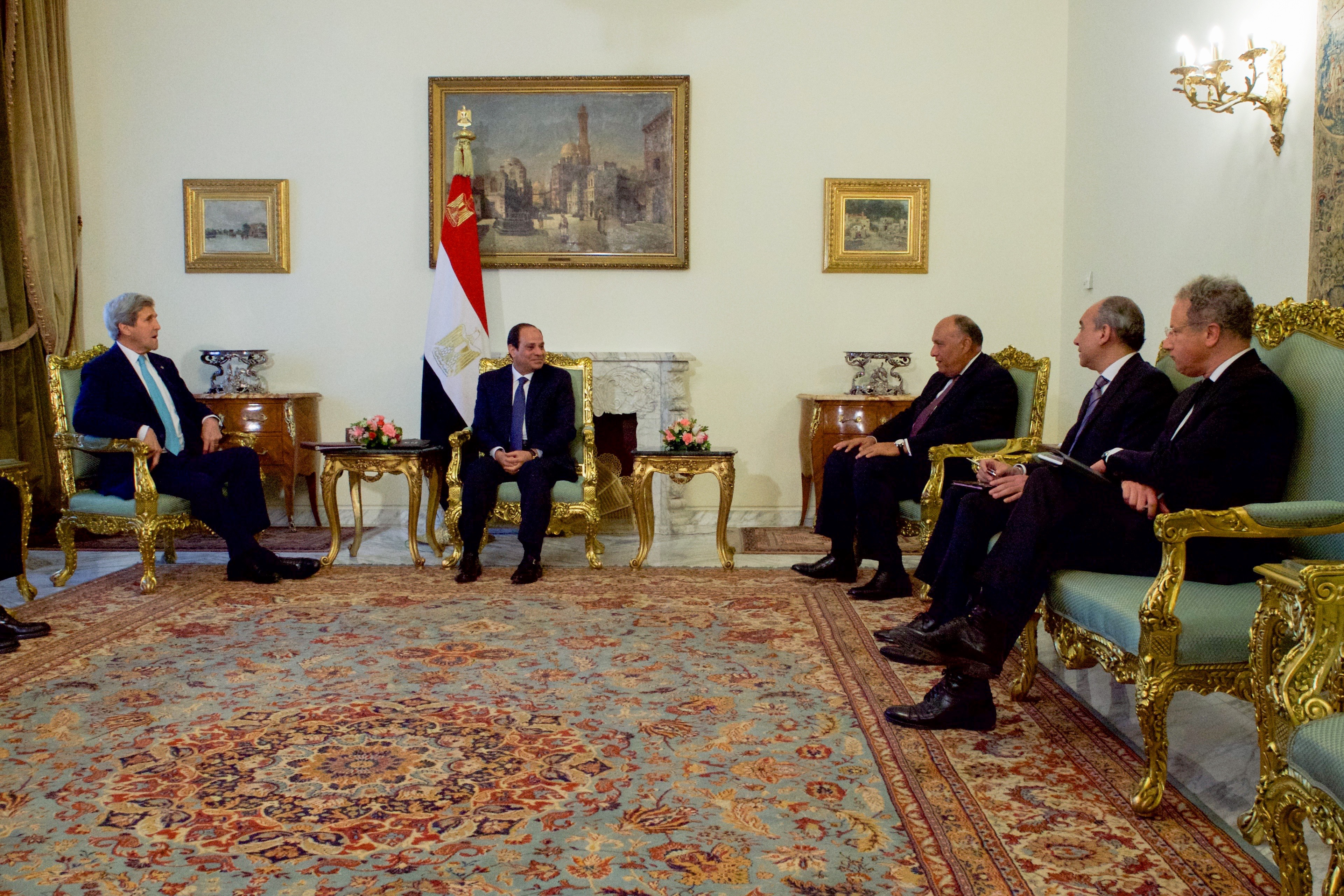
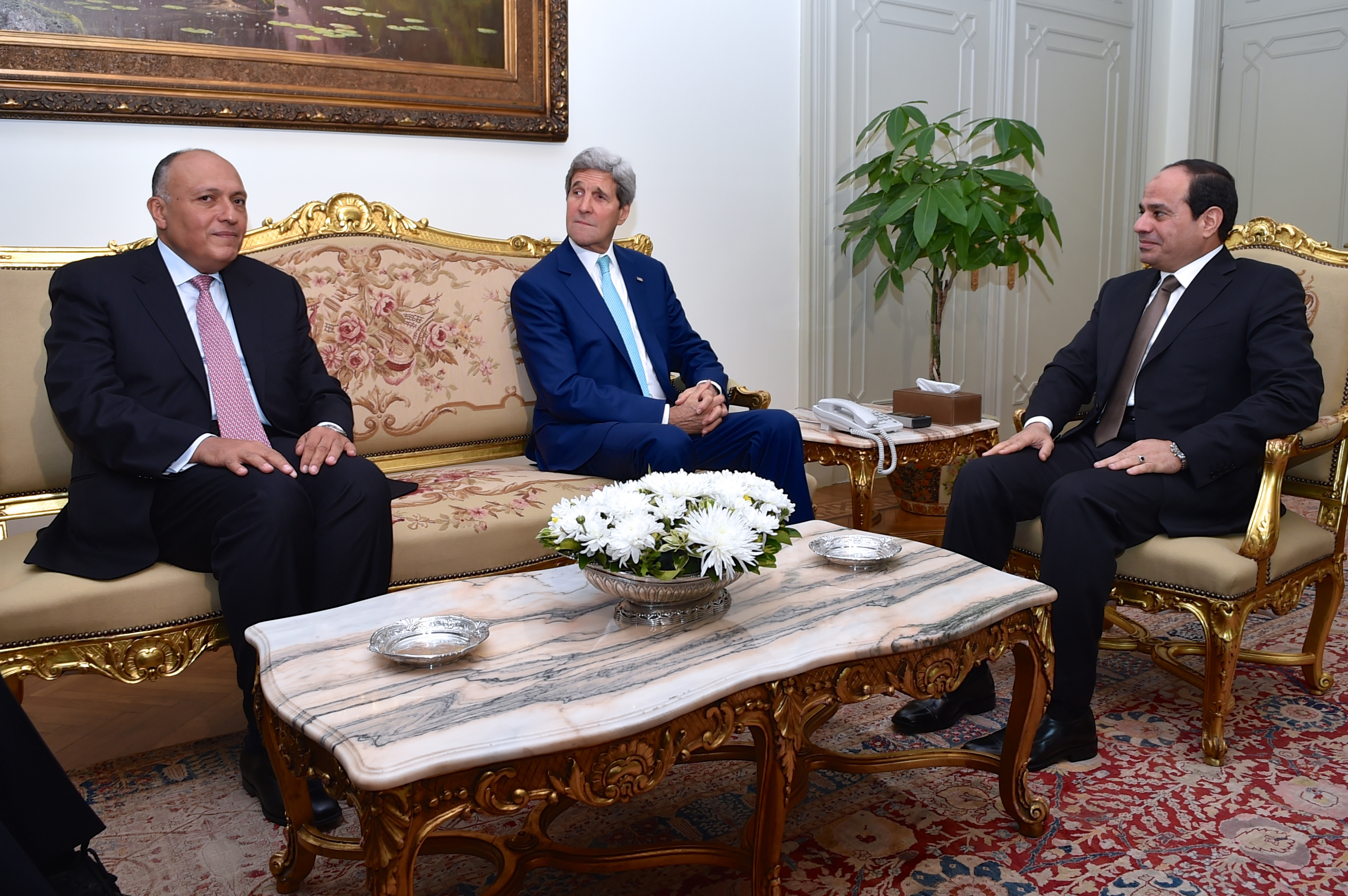
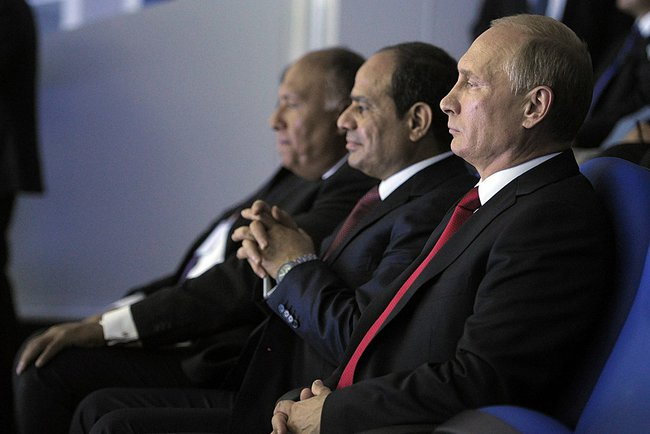
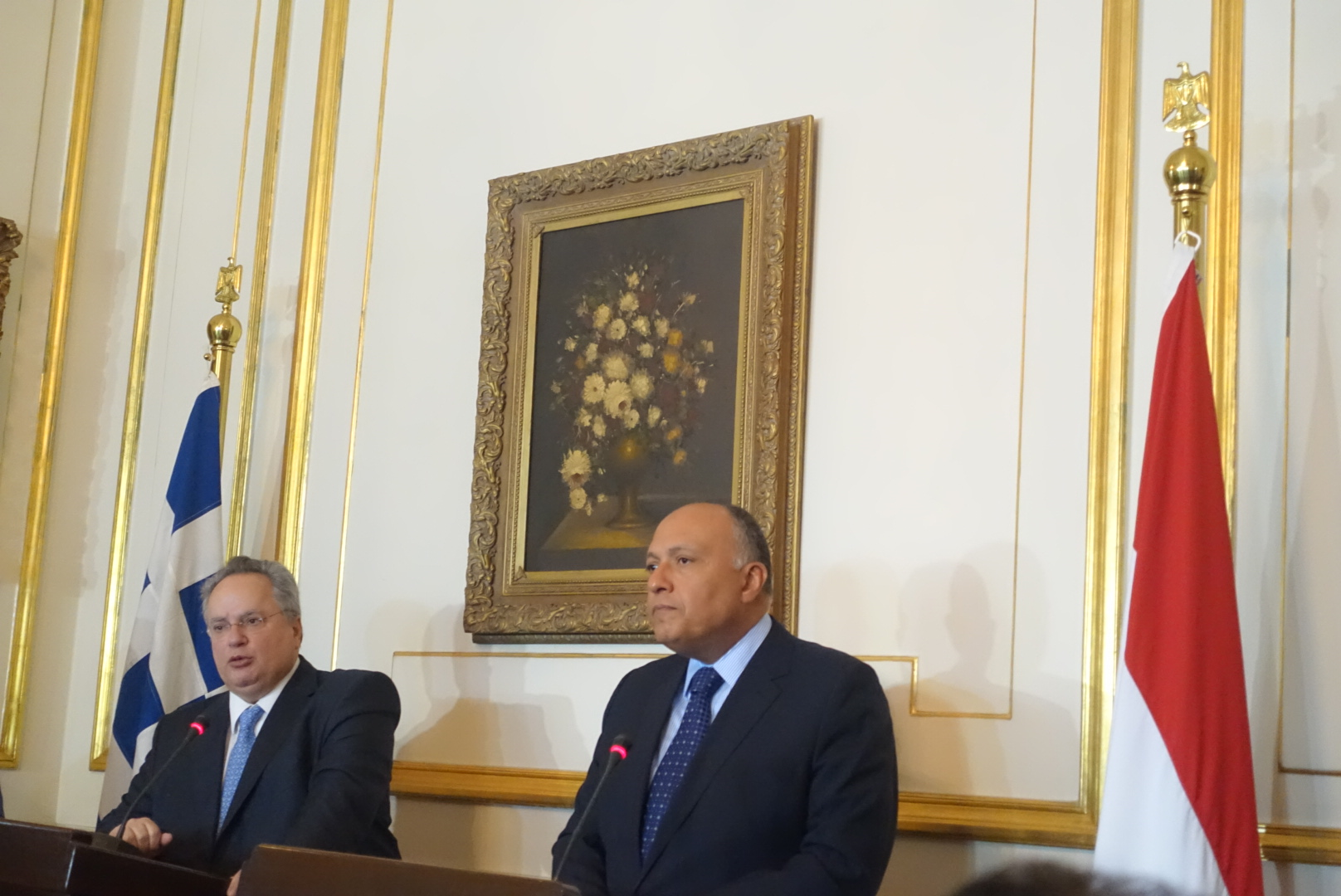
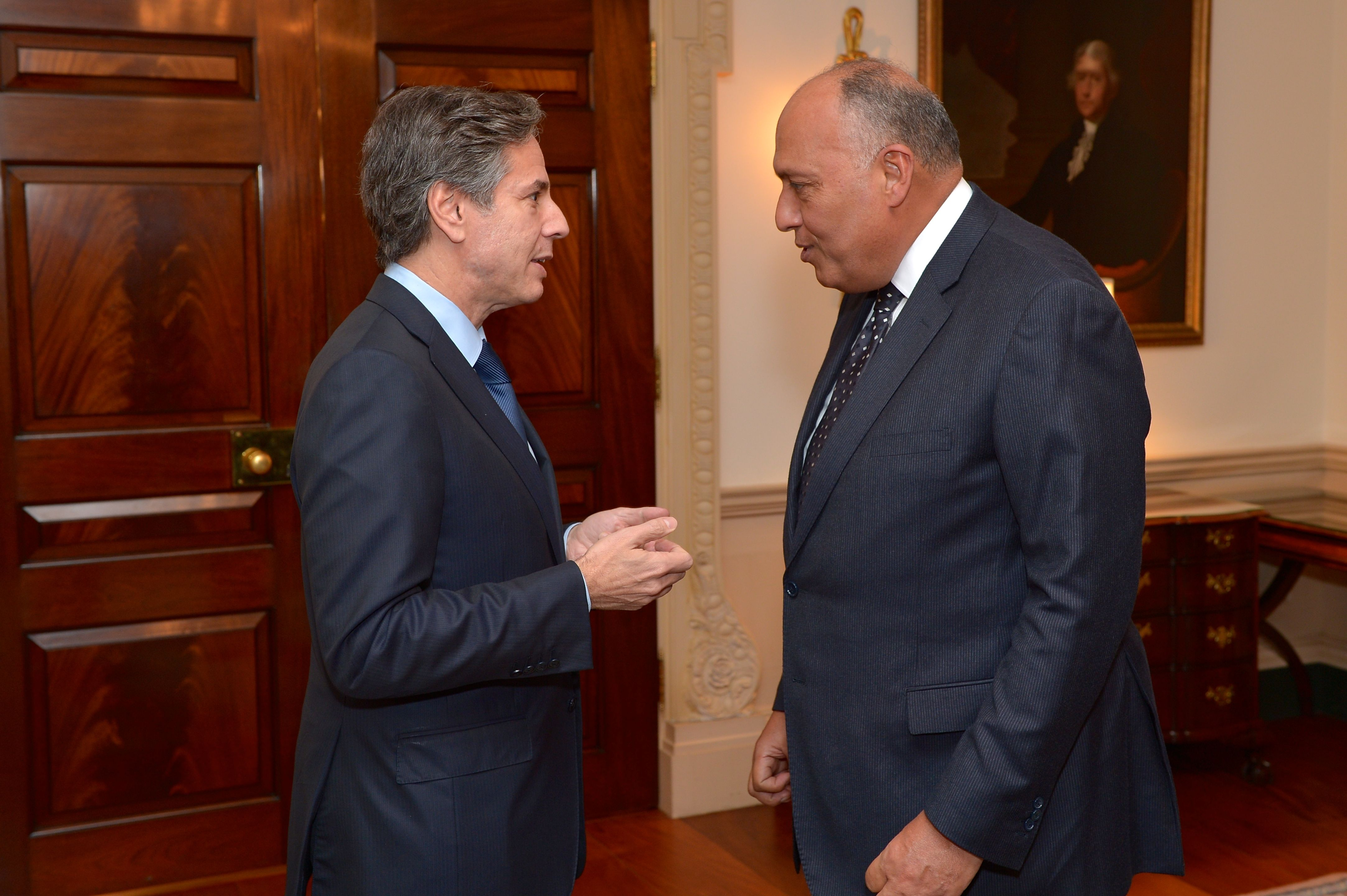
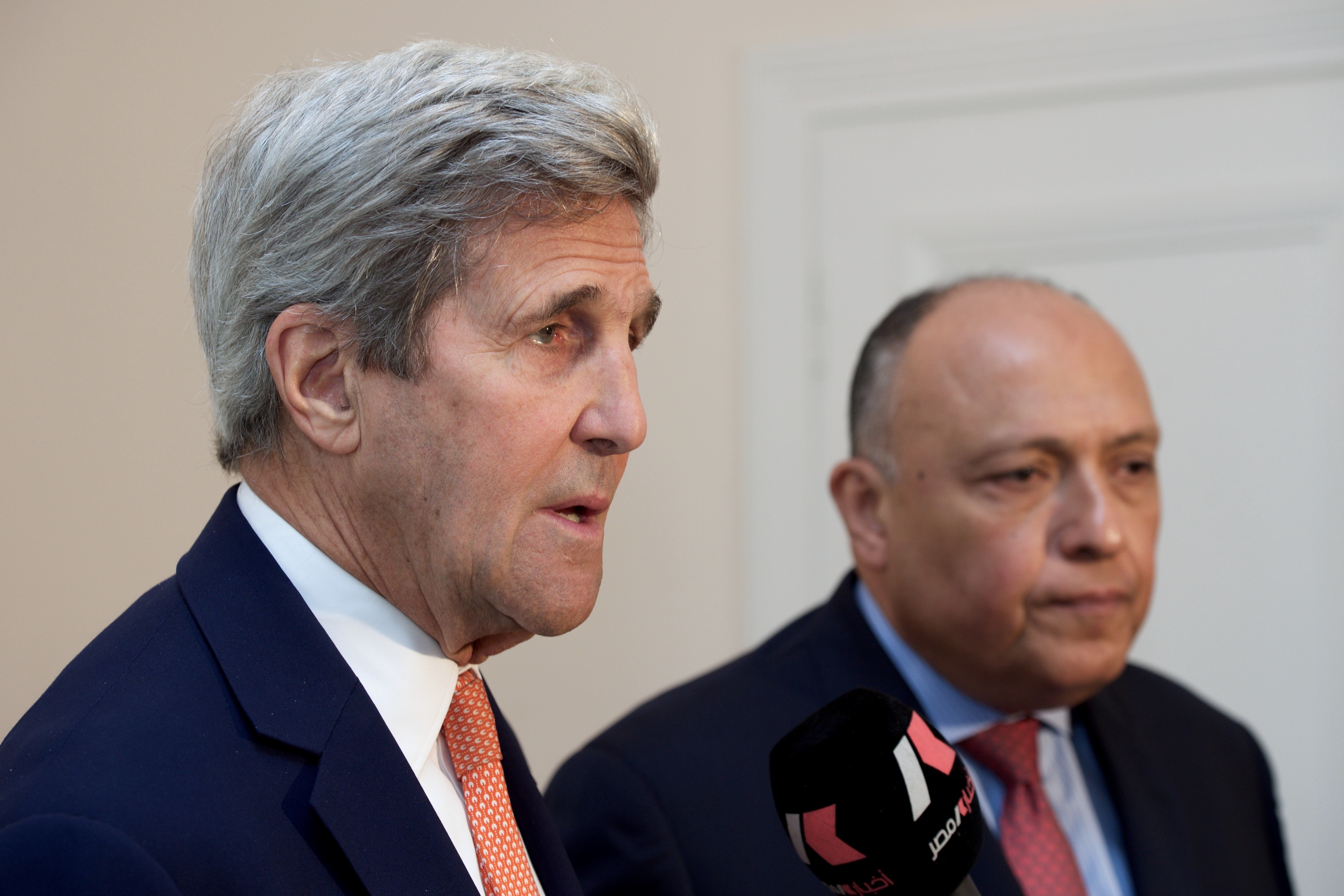
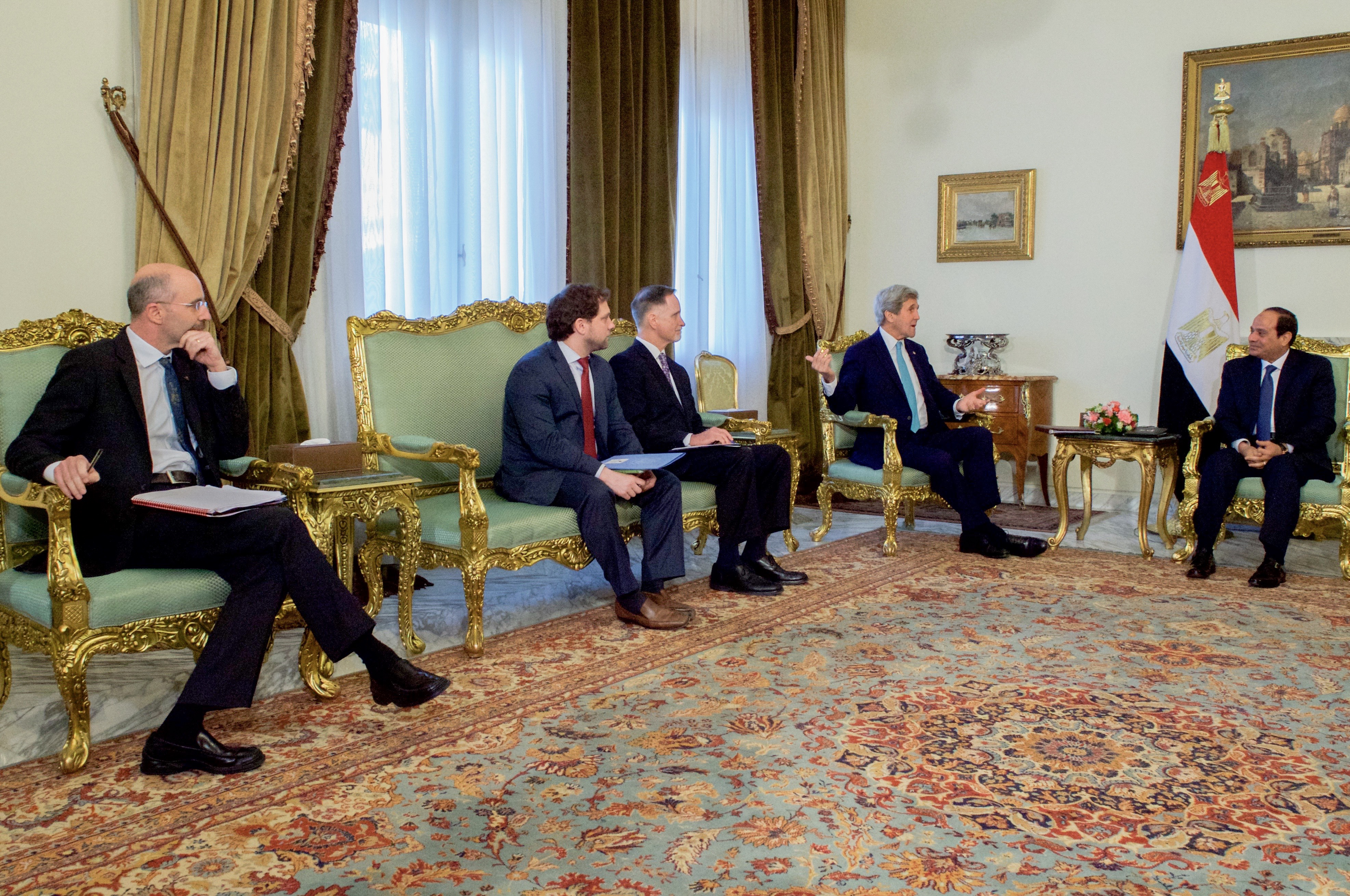
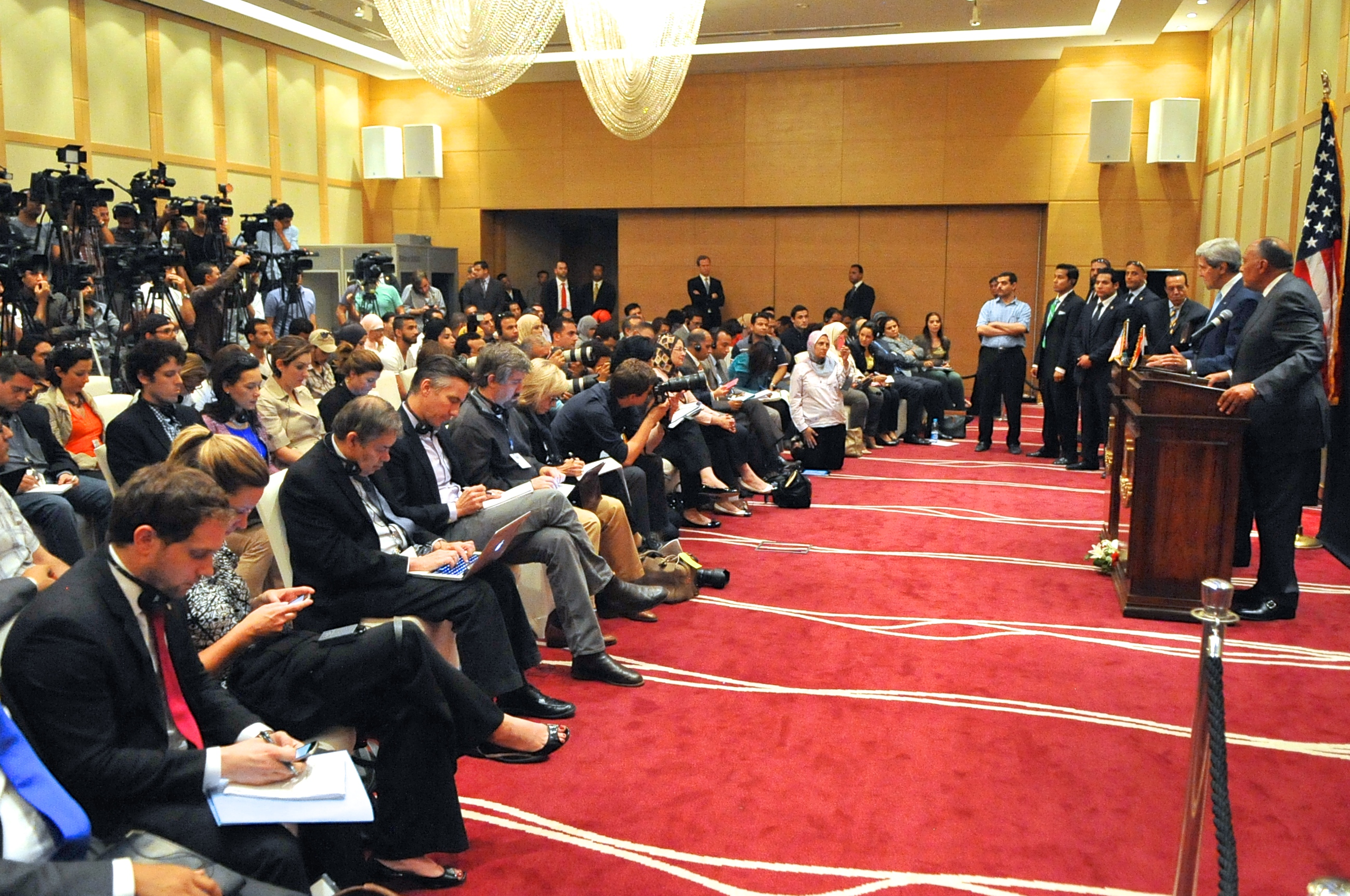
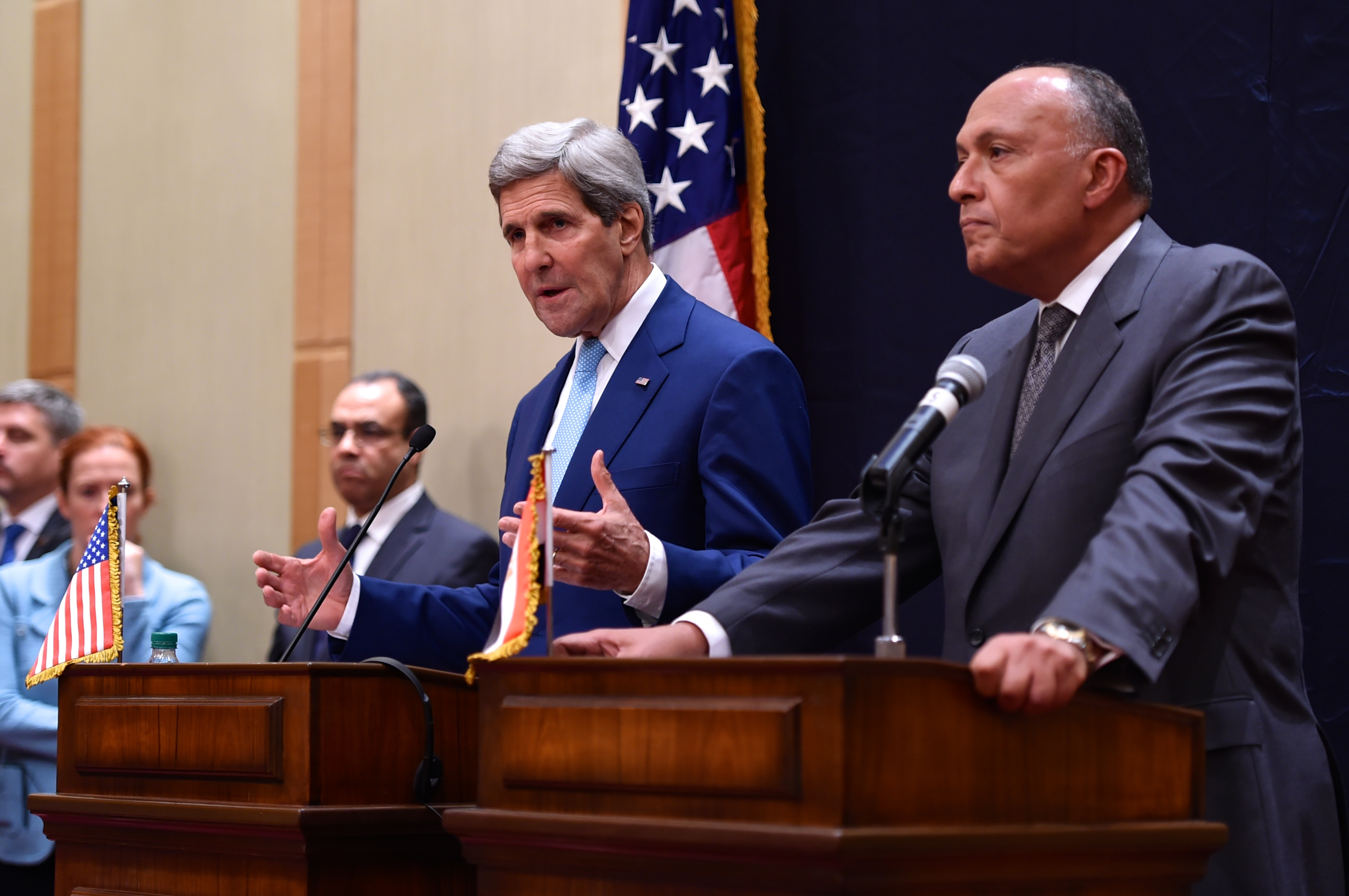
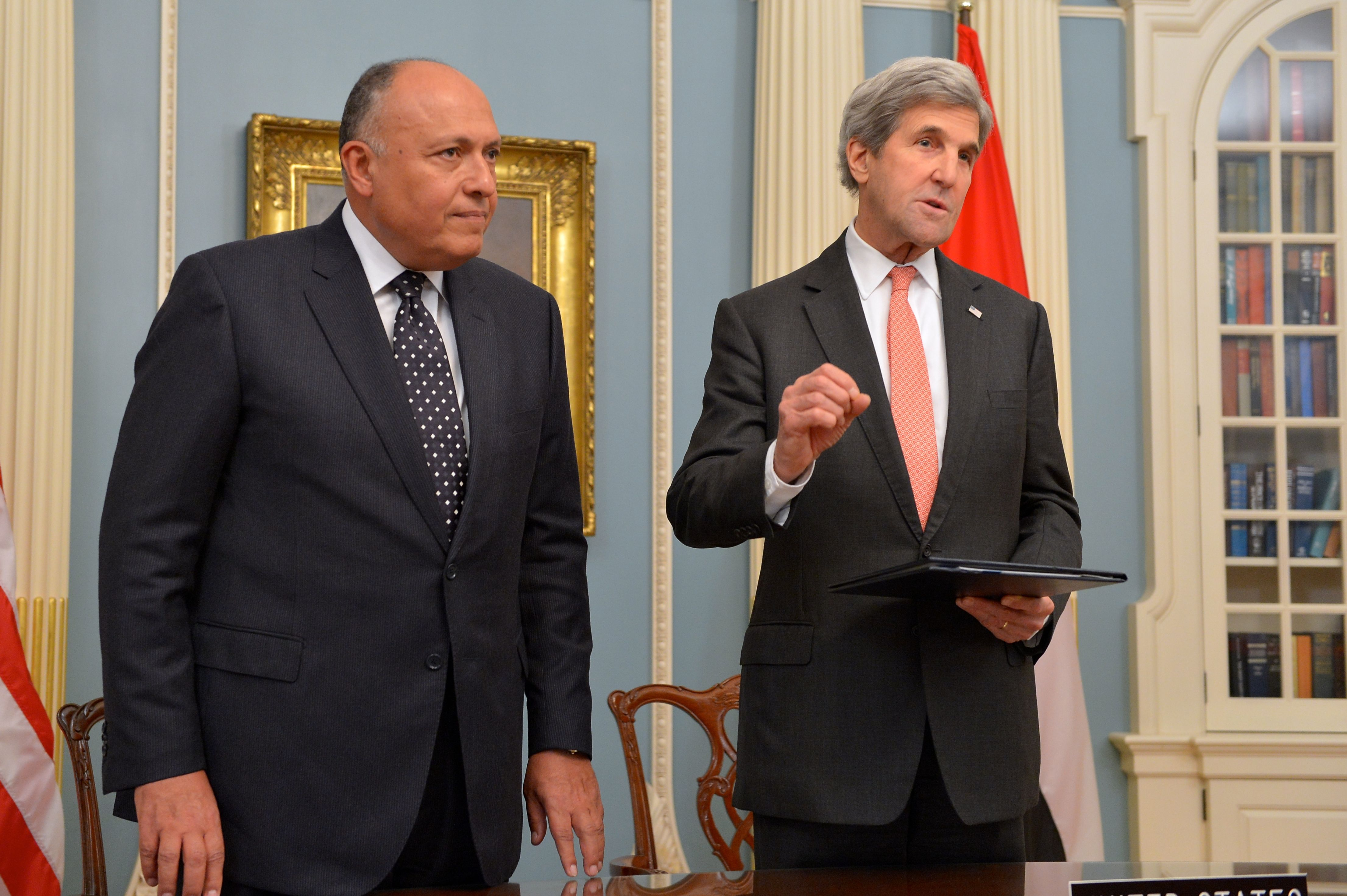
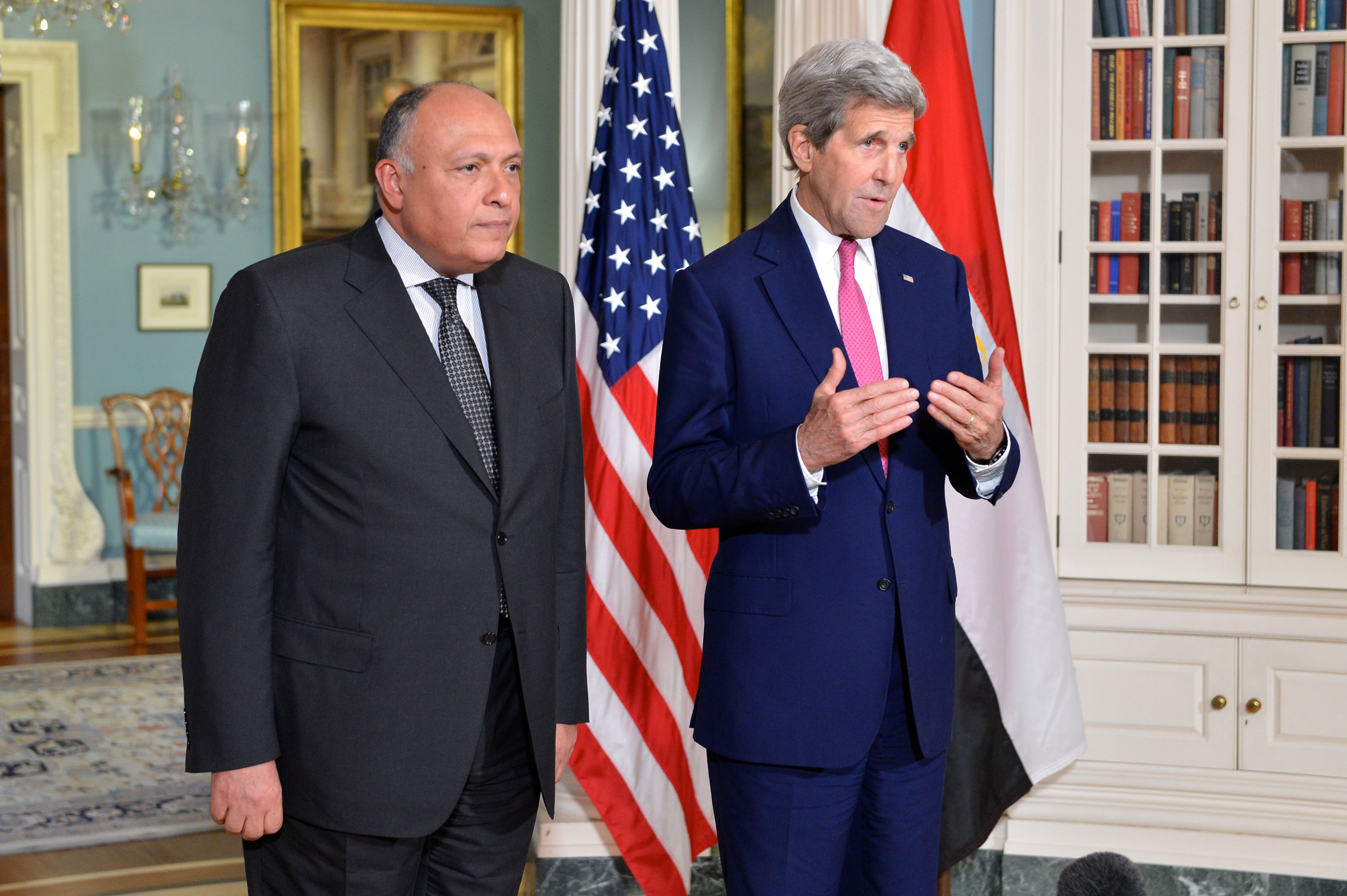
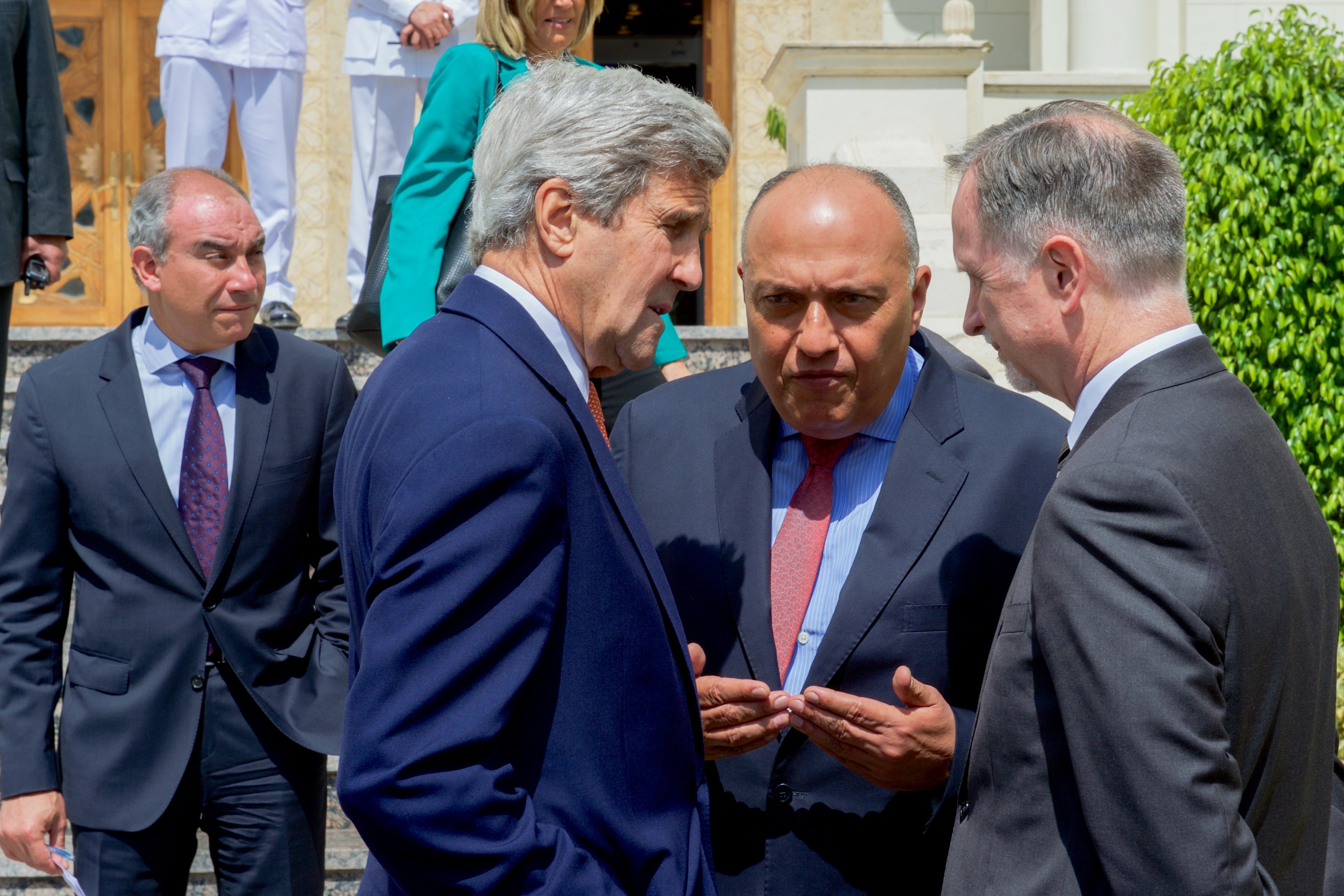
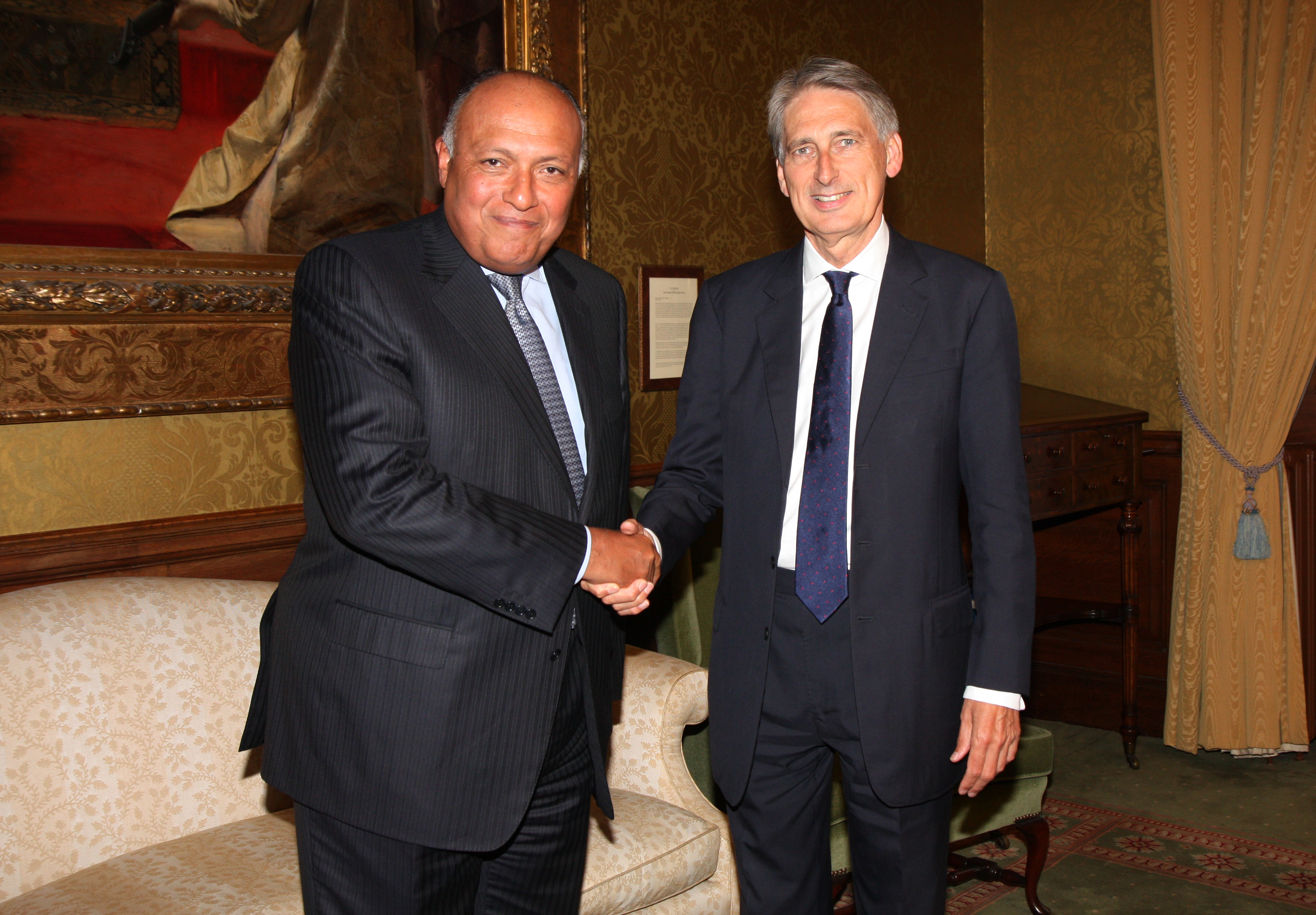
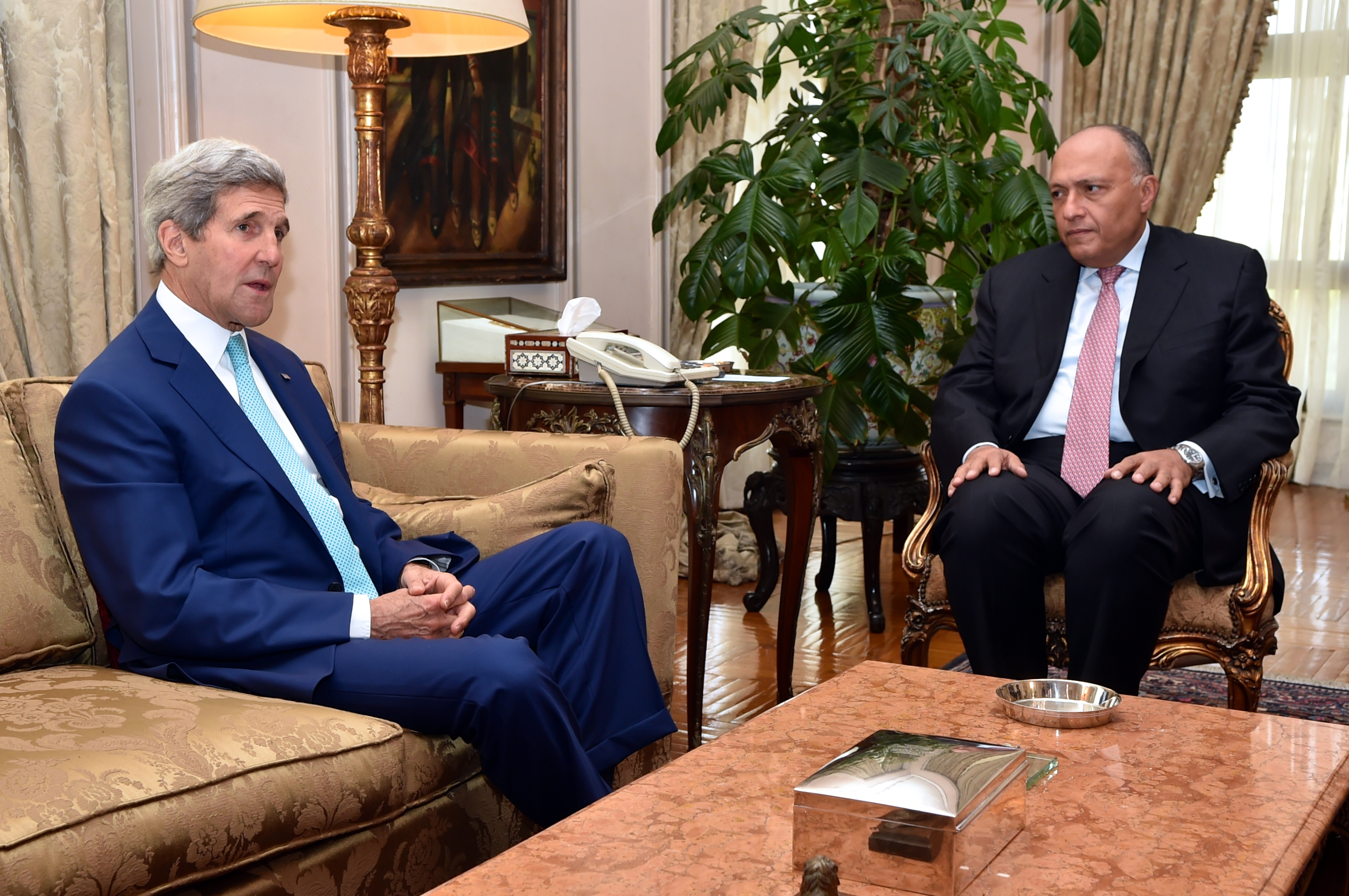
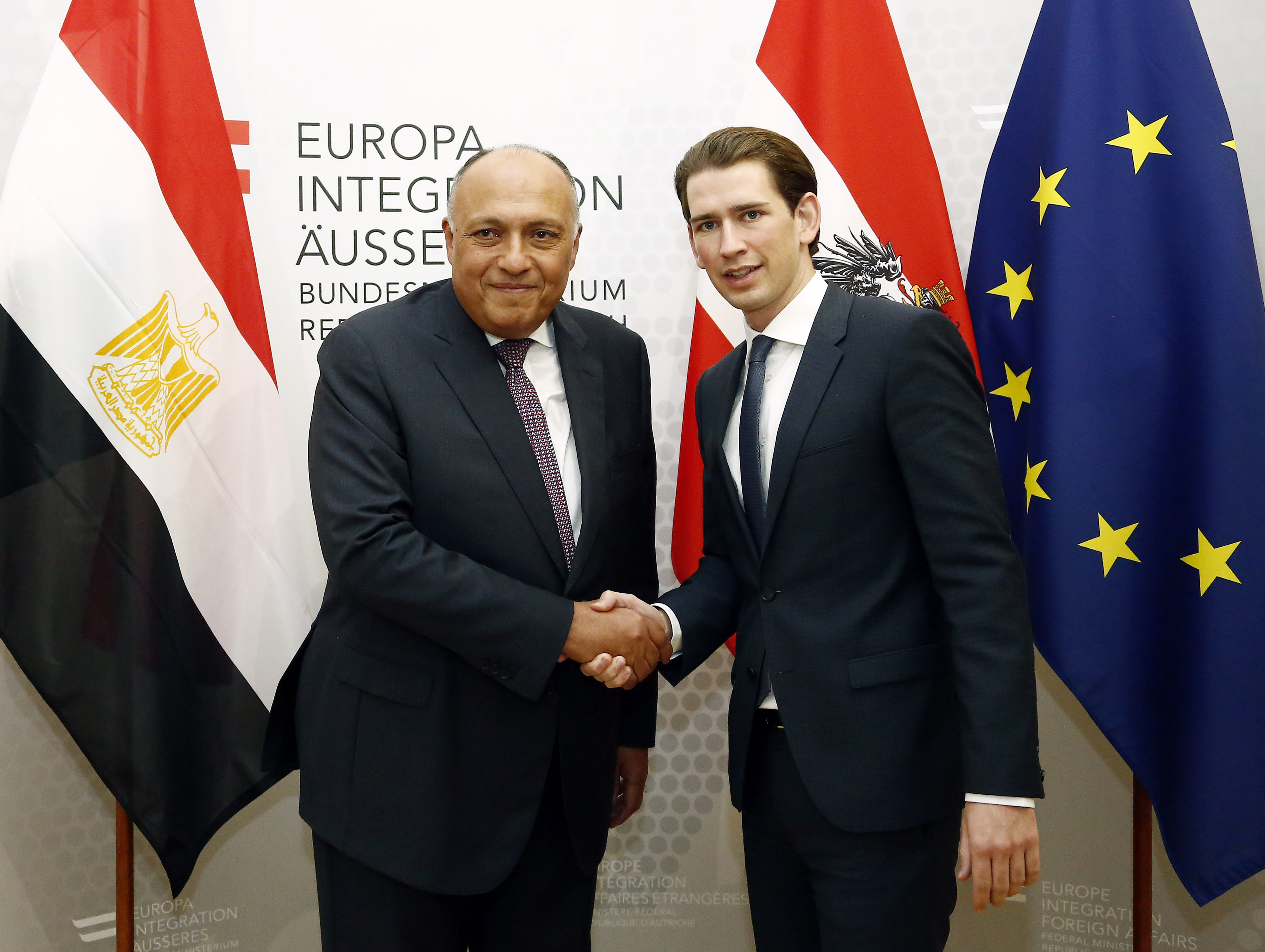
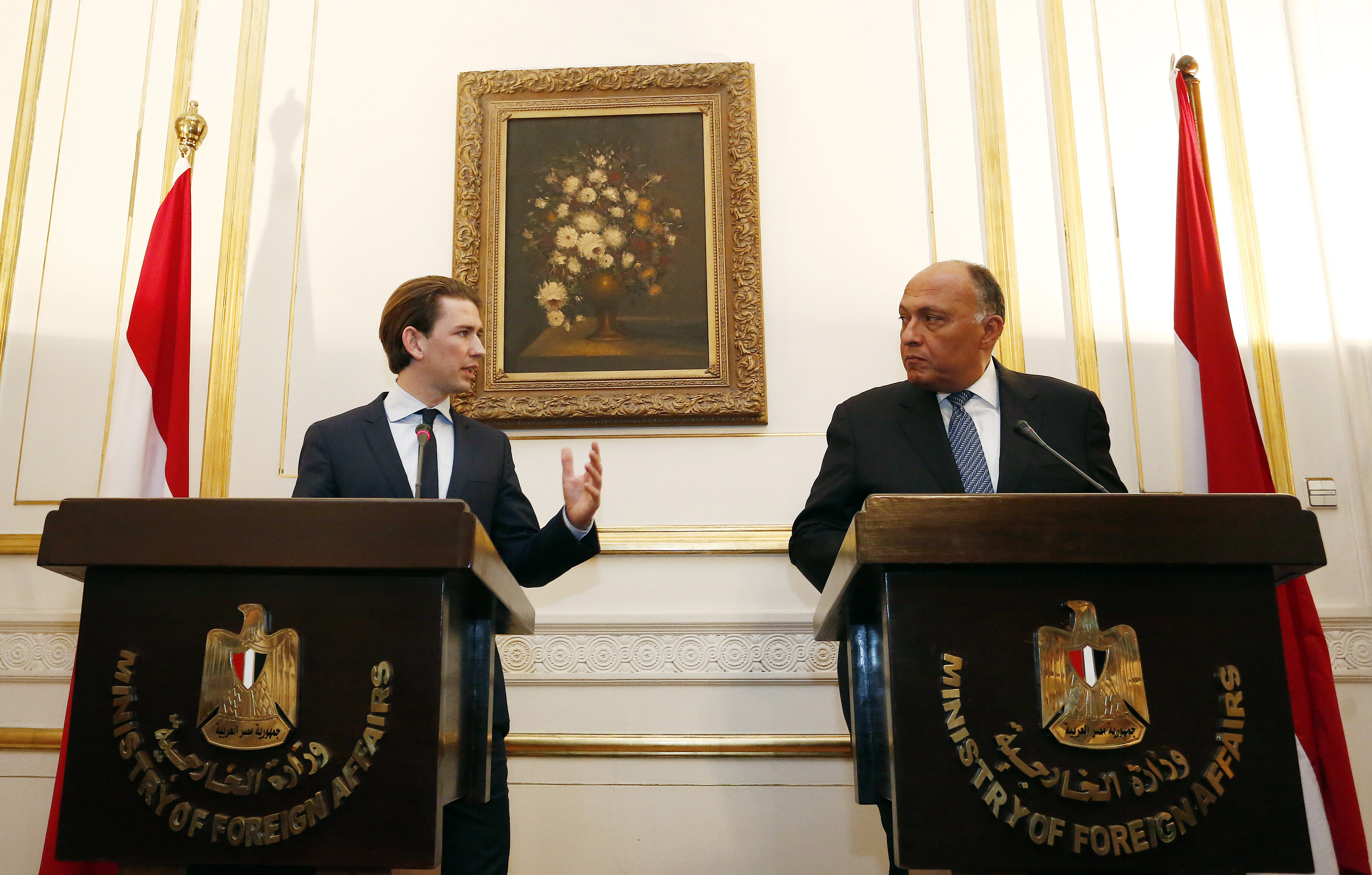
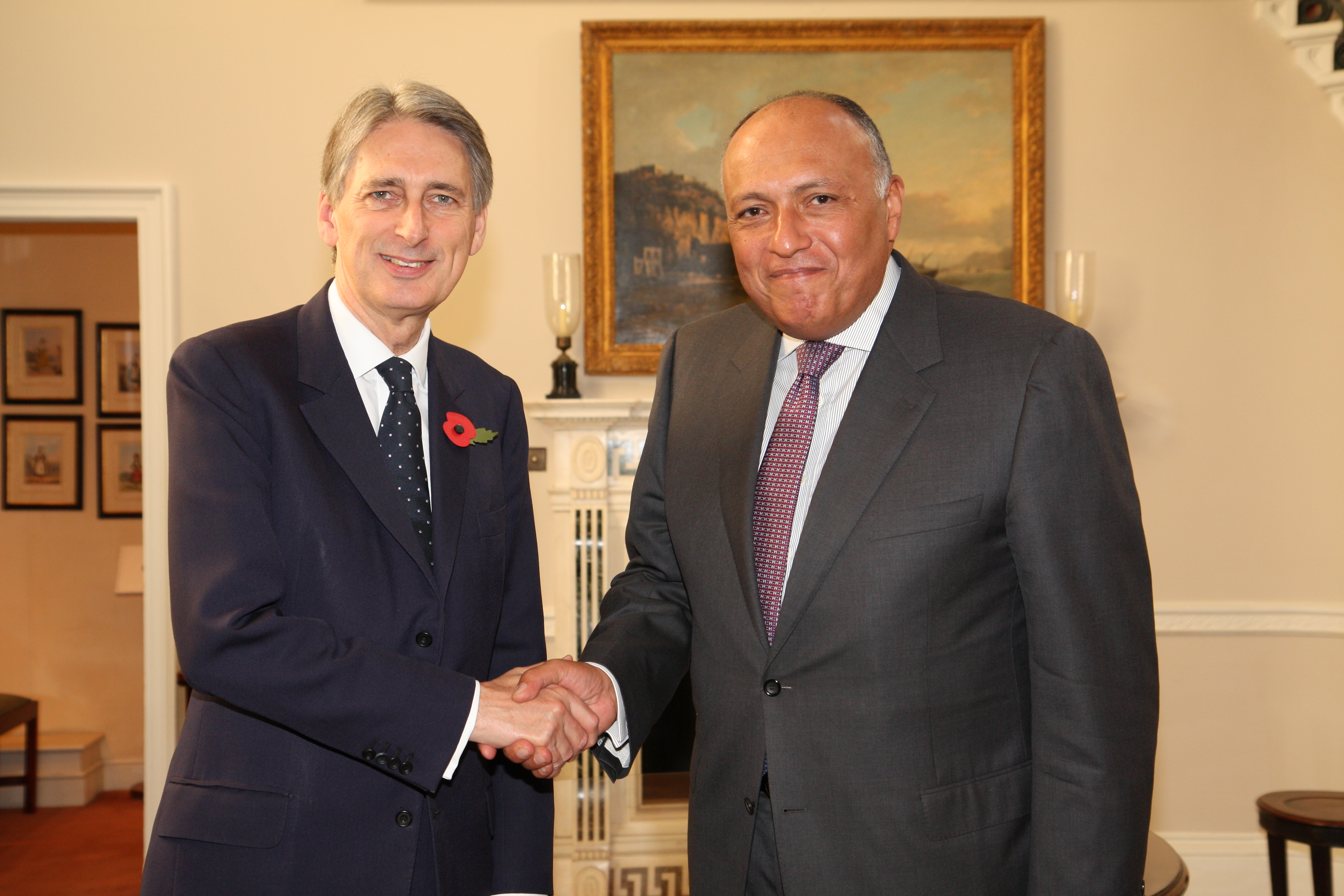
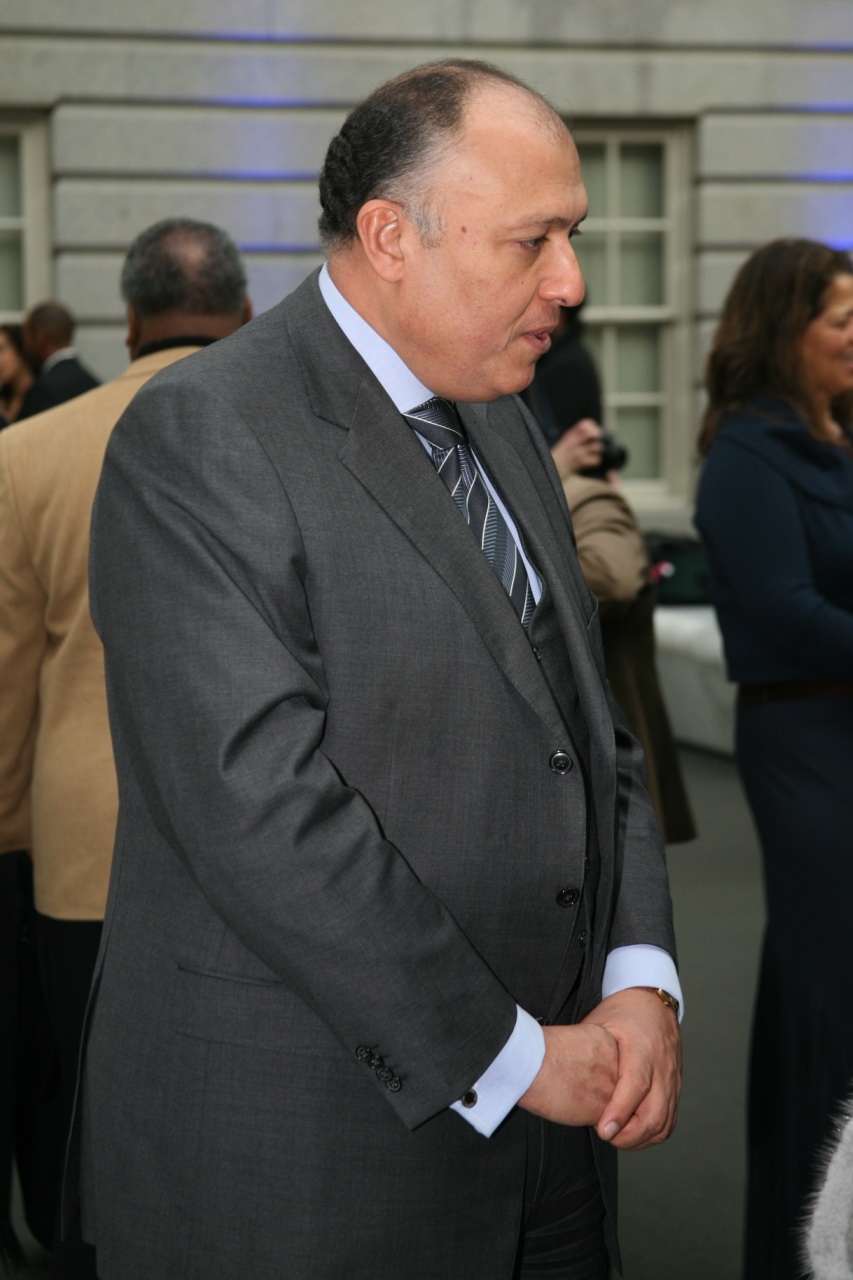
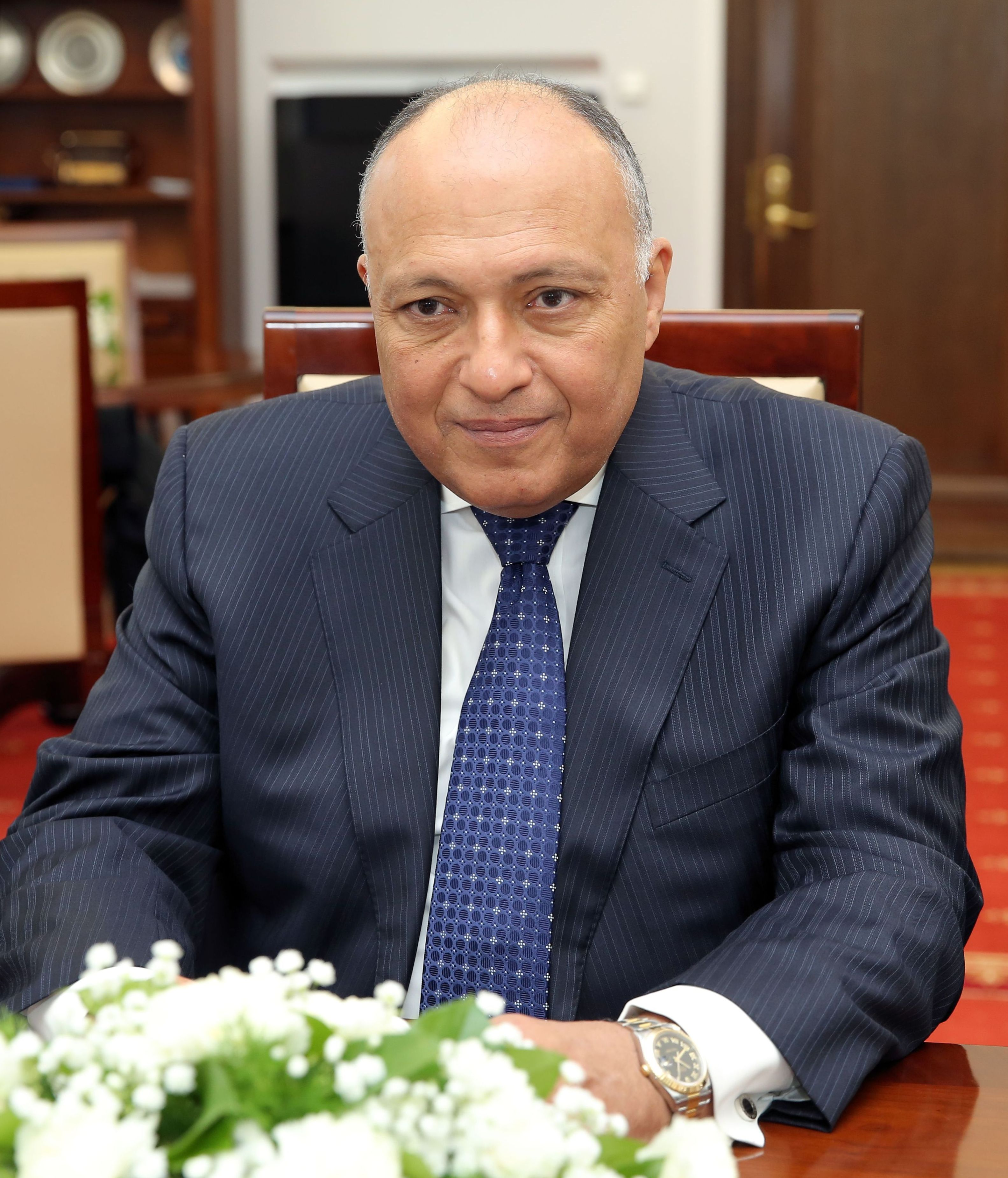

## وصلات خارجية
- السيرة الذاتية لسامح شكري